# 七つの魔剣が支配する
『七つの魔剣が支配する』（ななつのまけんがしはいする）は、宇野朴人による日本のライトノベル。略称は「ななつま」。イラストはミユキルリアが担当している。電撃文庫（KADOKAWA）より2018年9月から刊行されている。
「次のヒット作はこれだ！ 新作ラノベ総選挙2019」文庫部門（ブックウォーカー）では6位を獲得している。「ラノベ好き書店員大賞2019」文庫部門で1位を獲得。『このライトノベルがすごい!2020』では文庫部門1位・新作1位を獲得している。2022年9月時点で電子版を含めたシリーズ累計部数は70万部を突破している。
メディアミックスとして、『月刊少年エース』（同）にてえすのサカエによるコミカライズが2019年7月号から2024年1月号まで連載された。また、J.C.STAFF制作によるテレビアニメが2023年7月から10月まで放送された。

## あらすじ

### 第1巻
キンバリー魔法学校の入学式に向かう最中、トロールが暴走する事故が起こり、それをきっかけとして新入生のオリバー、ナナオ、カティ、シェラ、ガイ、ピートは行動を共にすることになる。
続く魔法剣の授業では、オリバーとナナオが模擬戦を行い、ナナオはオリバーこそが探し求めていた相愛の剣の相手だと感じ、真剣でどちらかが死ぬまで斬り合うことを求める。しかしオリバーはこれを拒絶し、ナナオに死に急がないことを約束させる。
亜人種の人権獲得を目指す人権派の魔女カティは、入学式で問題を起こしたトロールの殺処分に抗議することにより、錬金術教師ダリウス＝グレンヴィルから激痛呪文による指導を受けるが、同じ人権派の先輩である四年生ヴェラ＝ミリガンの助けがあり、さしあたりトロールを救うことに成功する。
カティは人を襲わせないようにするため、トロールとのコミュニケーションを毎日試みていた。すると、言葉も文字も持たないはずのトロールが人語を話しだす。そのことに目をつけたミリガンは、亜人種の知性化という彼女自身の研究目的のため、トロールから発話能力を引き出したカティの脳を開頭施術で調べようとするが、オリバーとナナオに阻まれる。戦闘では学年の差もあり2人がかりであっても窮地に立たされるが、ナナオはミリガンとの戦いの中で無自覚に魔剣と言われる術理を使いミリガンを打倒する。それは世界に存在すると噂される六つの魔剣のいずれでもない、新たな七つ目の魔剣だった。
トロールの件が落着した後、迷宮深層にてオリバーは密かに母から受け継いだ第四魔剣により母の仇の一人であるダリウスを討つ。そして、校内にいる母の仇の残り六人の教師たちも討ち果たすことを誓う。

## 登場人物
声の項はテレビアニメ版の声優。

### 主要人物
オリバー＝ホーン（Oliver Horn）
声 - 田丸篤志
本作の主人公。剣花団のリーダー格。
大人びた少年。身長は5フィート弱。面倒見がよく、義理堅く、人の心を思いやる性格をしている。後述の過去により痛み等の苦痛に対する耐性は非常に高く、我慢強さを活かした戦法を得意としている。その一方で積み上げてきたもの、捧げてきたものの重さから、不調により手に入れた力の全てを失ったのではないかと感じた際には、自身の不甲斐なさから泣き崩れる精神的に脆い一面もある。
魔法家庭の出身だが生家ではなく、母方の本家にあたる親戚のシャーウッド家で育ち、従兄と従姉からはノルの愛称で呼ばれる。魔法を使ったお笑い芸（魔法コメディ）を練習しており、用いる魔法の練度自体は高いにもかかわらず、笑いがまったく取れないことを気にしている。
その裏の目的は、彼の母親クロエを裏切り拷問し責め殺した教師たちへの復讐であり、同じ使命を抱く同志らの君主としての役割を担っている。彼の才に似つかわしくないほどの知識や技術は、すべて復讐のための血みどろの努力の過程で得たものである。その凄絶さは500年以上生き数えきれないほどの悲劇を目の当たりにしてきたデメトリオに「悲傷の坩堝」と言わしめるほどであり、魂魄融合（ソウルマージ）を前提とした度重なる拷問や自殺にも等しい鍛錬によって人を笑わせることが得意だった人格は不可逆に変質してしまったと同時に寿命も大きく削れている。
「優しいものが　優しいままで　いられるように」という、そうすることが何よりも難しい魔法社会で、その理想を追い求めることが彼の魔道であり、彼の優しさは憎くてたまらない母親の仇を前にしても理性で自身を縛らなければ仲間を見捨てることができないほどである。
魔法使いとしては万能型であるが同時に器用貧乏でもあり、どれほど努力を積もうと真に才ある者たちには及ばないとされるが、生涯をかけて鍛え抜いた鍛錬の成果により学年トップクラスの実力を有しており、2年生の時点で実力と将来性を見込まれて生徒会に勧誘されたこともある。グウィンとシャノンの徹底したサポートの下で行う母クロエの魂との魂魄融合を切り札としており、その状態であればエンリコの最高傑作である機械仕掛けの神とも正面から渡り合えるようになる。しかし、心身や魂にかける負荷が尋常ではなく、激痛のあまりに自我を失っており、他者からの治癒呪文による肉体の維持が必須であり、使用後はその後遺症で数日間痛みのあまり狂乱してのたうち回ることになる。また、魂と肉体の不可逆的な変異によりしばらくの間不調が続く。
生家で幼いながらに魔法薬を濫用したことにより、彼の体は微かな薬草臭をまとう。
第四魔剣・『奈落を渡る糸（アングスタヴィア）』の使い手。
ナナオ＝ヒビヤ（響谷 奈々緒）
声 - 貫井柚佳
本作のヒロイン。大部分が魔法未開国といわれる東方（正確には、日の国東陸永泉）から来た武家の娘。サムライ。
東方の戦で死にかけたところ、シェラの父親に救われキンバリーに来た。身体の各所に数えきれないほどの傷跡がある。
英語（イエルグリス）はまだ勉強途中であり、「ござる」「拙者」「貴殿」などの武士口調で話す。
無垢の純白（イノセントカラー）という体質の持ち主であり、戦闘時など体内の魔力循環が活発になると普段の黒髪が白く変わる。
入学当初は物珍しい東方出身者ということに加え、剣技の腕に反して魔法がまともに使えなかったことから一部の同級生から侮蔑の言葉をもって軽んじられていたが、迷宮の闘技場にてガルダを討伐したことにより実力が周知され学年を問わない有名人となる。また、前述した稀有な体質も相まって2年時以降は自身の家に彼女の血を取り込もうと考えた生徒に絡まれることも多くなり、その手の魔法使いの慣習には無知である彼女の代わりにオリバーやシェラが警戒している。
オリバーと初めて剣を交えたその瞬間から、彼を「相愛の剣」の相手として定めており、心の奥底では彼と死ぬまで斬り合うことを望んでいる。そのような決して単純でない好意から、常に彼の側にいようとするが、同時に彼や友人たちとの友情も大切に思っており、好きあえば好きあうほど殺し合いに近づく二人の関係性に思い悩んでいる。この矛盾は剣花団内でも同室のカティに対してのみ打ち明けており、仮に自分が殺し合いを求めるようなことがあれば殺すように頼んでいる。
内戦中の母国で殿を勤め続けた経験から卓越した剣術を持ち、魔法を杖剣で絡め取り受け流す「諸手切り流し」という彼女固有の技を用いる。そのため、魔法剣による戦闘に限定すれば入学数か月の時点で対等に渡り合えるのは学年を問わず規格外の強者のみと評される実力を持つ。キンバリーに入学してから学び始めた魔法の方もオリバーの指導の下で上達していき、元来の魔法出力も相まって2年生の後半からは同学年の中でも頭一つ抜けた威力を発揮できるようになる。3年時以降は、魔法および魔法剣のどちらでも隙が無くなったため同級生以下から喧嘩を売られることがなくなった。また、箒乗りとしても卓越した才能を持ち、乗り手を失って以降誰も乗らせようとしなかったクロエの箒（後に「天津風」と命名）を手懐け、箒術の初回の授業では素人にもかかわらずダスティンが舌を巻くほどの圧倒的な操縦技術を披露し、二年生にもかかわらずシニアリーグに昇格して若手筆頭となる。
第七魔剣の使い手。
平坂読はナナオをサムライ系ヒロインのひとつの到達点と評している。
カティ＝アールト（Katie Aalto）
声 - 大和田仁美
巻き毛の少女。連合北方の湖水国からの留学生。
人権派の先達にあたる家の息女という出生から生き物が全般を愛する心優しい少女であり、トロールなどの魔獣や亜人種の生命も尊ぶことから、それらが軽んじられているキンバリーでは常に心を痛めている。それにもかかわらずキンバリーに入学し転校しない理由として、意見の異なる相手と正面から衝突して理解を深め合いたいからと語っている。弱肉強食な世界に対して「まずは自分が食われればいい」という危うい考えを持っており両親を戦慄させている。
2年生時より異種間コミュニケーション学を研究することに決め、先輩のミリガンを共同研究者とする。紆余曲折ありながらも研究は進み、3年時には学校中のグリフォン全てと心を通わせることに成功している。また、人間以外の生物を治癒魔法で治療できるようになるためにミリガンの指導の下で解剖学を実地で学んでるため生物の生理や生態系に関しても詳しく、ミストラルの分身を筋肉の不自然な動きから完璧に見抜き、置かれた環境の頂点捕食者を特定するなど、学年トップ層であるオリバーやナナオ、シェラにはない強みを持つ。
傷つきながらも異界の使者とコミュニケーションを取って異界の神の声を聞くことに成功しているが、それを見たオリバーを含めた周囲からは魔に呑まれる寸前という所感を持たれている。剣花団では特にそれを重く見られており、ピートからは子供を作ることを勧められている。また、同士らからも魔に呑まれる前に保護した方が良いという意見が出ている。
作中でオリバーと最初に話した人物でオリバーには1年生の頃より好意を抱いている。しかし、それをオリバーに伝えることをしないまま時が過ぎ、ナナオが先にオリバーと肉体関係を持って以降は、その鬱憤をガイに甘えることで発散している。
ミシェーラ＝マクファーレン（Michela McFarlane）
声 - 山田美鈴
縦巻き髪の少女。愛称はシェラ。大英魔法国南部の名家マクファーレン家の長女。文武両道で面倒見がいい。旧家の子女として魔道の闇に触れながら育った身として、同質の闇を知るオリバーの良き理解者でもある。ただそれは、同じ泥沼に浸かった相手を見つけてしまった安堵に等しいものであり、そのことがどうしようもなく彼女を切なくさせている。
人間の民族が持ちえない形質の組み合わせとされる濃い褐色の肌と金髪はエルフを母に持つが故の特徴であり、子宮の備蓄魔力を開放することによって耳もエルフの形質である先が尖った形状に変化する。また、エルフ由来の高い魔法適性から一年生の未成熟な身体であっても負荷の高い二節呪文を扱える。
雷を得意属性とし、下級生決勝リーグでは机上の空論であると言われていたリゼット流奥義『閃の衝突』を完成させ、ガーランドにも、下級生の次元はもとより、すでに学生に求められるレベルを大幅に逸脱しており、優秀ではなく異常、異才の類だと称された。事実、十代でこの技を実現させたのは魔法界の歴史を紐解いても彼女以外に前例がない。
アンドリューズとは幼馴染で、唯一彼を「リック」という愛称で呼ぶ。
ガイ＝グリーンウッド（Gai Greenwood）
声 - 菅原慎介
魔法農家出身の長身短髪の少年。率直で人懐っこい。
その出身に違わず、植物に関する魔法や魔法植物の育成が得意であり、野生の魔法生物への対処にも長ける。キンバリーで五年ぶりに絶滅危惧種のランタンブルーを種子から結実まで育て上げており、ダヴィドからはその記録から論文を書くように指示され彼の工房にも招かれている。料理の技術も高く、彼の作るパウンドケーキは校内中でも絶品と知られつつある。
ピートがオフィーリアに攫われた際に何もできなかったことに無力感を覚え、それ以降ケビンに弟子入りして力を付けようと尽力している。
昔から姉女房によるかかあ天下の家庭で育ったことで農家の嫁に特有の固定観念ができており、年下かつ大人しい相手は恋愛対象として見ることができない。
ピート＝レストン（Pete Reston）
声 - 杉山里穂
両親は非魔法族であり、普通人枠から試験を受けて入学した努力家。キンバリーの異質な環境にあてられたことにより性が反転する両極往来者（リバーシ）という体質が発現する。オリバーとは同室であり、両極往来者と判明して以降も部屋を共にしている。また、遺伝する魔法使いにとって都合が良い稀有な体質持ちということで、2年時以降は彼の血を自身の家に取り込もうとする一部の生徒から絡まれることが多くなった。
魔法および魔法剣の技術は平均以下であるものの、学術的な知識は魔道工学や魔法生物学など幅広く学んでおり名家出身の者にも劣らず、ガーランドの最初の授業では丁寧に説明した。特に、魔道工学の素養に関しては担当教師のエンリコにも注目され、彼の工房へ招待されたこともある。また、その卓越した知識により、弱い者には関心を抱かないオルブライトにも直々に魔法剣の指南をされるほど意識され、ステイシーおよびフェイは人狼について研究で議論を交わしてすぐに打ち解けている。一方、普通人家庭の出身であるため魔法界特有の慣習には疎い。
ガラテアにて魔法使いに生まれてくることを望む家族と出会った際には「喜んでもらえないところもある」などと発言するなど、実家とは非常に険悪な関係にある。
仲間内でも特に剣花団を大切にしている。

### 同級生
トゥリオ＝ロッシ
声 - 神原大地
飄々とした少年。セオリーを無視した難剣の使い手。オリバーの友人
その言動により周囲からの人間的信用は薄く、魂魄融合の後遺症により不調だったオリバーに意図せず快勝した際には何らかの策謀を行ったのではないかと同級生から詰問されている。
ただし、彼の戦闘能力は高く、オリバーには及ばないまでも学年トップクラスの実力者である。一年生最強決定戦までは、基幹三流派の技術を軽視し、ラフファイト（乱戦）により教科書通りの動きをしてくる相手を翻弄する戦い方を好んでいた。しかし、迷宮内でオリバーと決闘した際に、彼の徹底した教科書通りのラノフ流に敗れてからは、クーツ流の基礎技術を踏まえた上でのラフファイトを究めるべく修練を行っている。
またその時からオリバーのことを好敵手と定めており、魔法剣の授業ではオリバーに決闘を申し込むがあえなく敗北するのが恒例行事となっている。オリバーは彼の軽薄な行動に呆れつつも、その熱意と能力を高く評価しており、時を経るごとに二人の友情関係は深まっている。
ステイシー＝コーンウォリス
声 - 前田佳織里
マクファーレンの分家に生まれた少女。シェラの血縁上の妹。
勝ち気で意地っ張りな性格をしており、姉のシェラに張り合っている。しかし、その態度を従者のフェイからは素直になれない結果だと捉えられている。
フェイのことを非常に大事に思っている他、異性としても好意を持っているが、同衾しても頭を撫でるだけの彼に不満を持っている。
シェラと同じく雷を得意属性としており、3年時の決闘リーグでは二節呪文を連射するなど高い実力を見せた。
フェイ＝ウィロック
声 - 橘龍丸
ステイシーに拾われた半人狼の少年。ステイシーに従者として仕えている。
命を救われた恩義から主のステイシーを深く思い遣っており、気が狂うほどの激痛が伴う人狼化も彼女の頼みであれば躊躇なく行う。また、自身を被検体とした人狼の研究によって成果を出すことができれば、自分がステイシーにとって唯の従者ではなく彼女の研究成果となることができ、引き剥がされる可能性が低くなると考えている。
リチャード＝アンドリューズ
声 - 千葉翔也
名家アンドリューズの嫡子。
入学当初は名家出身からくるプライドから、オリバーやナナオを見下していたが、闘技場での一件以降は彼らの実力を認め、好敵手として強く意識しており友人になりたいとも考えていた。決闘リーグでは彼らと競い合い勝利するため利害の一致したオルブライトとロッシと共にチームを組み、リーグにてオリバーと死闘を繰り広げる。オリバーには惜敗したものの、彼からの要望もあり正式な友人関係を結んだ。
ジョゼフ＝オルブライト
声 - 古川慎、東内マリ子（少年）
武門の名家・オルブライトに生まれた尊大な少年。オリバーらの同学年でトップクラスの実力を誇る。
当初、オリバーら他生徒を見下したような態度を取っていたが、それは後述の過去により彼がオルブライトとしての役割に殉じようとした結果である。
オルブライトは尚武の家系であり、彼が幼少の頃から受けてきた教育の過酷さは他の生徒とは根本から異なる。それは修練それ自体の厳しさだけをいうのではなく、オルブライトの一族としての心構えを徹底させられる点にあった。彼には普通人の幼馴染の少女がいた。彼女はオルブライトに仕える使用人の一家の一人娘であり、過酷な訓練の合間に彼女とチェスを打つことを彼は日々の楽しみにしていた。そしてある日、使用人の少女にチェスで負けたことを両親に何気なく話すと、激怒した両親は彼に激痛呪文を用いた折檻を半日がかりで行い、幼馴染の少女を一家ごと「処分」した。その経験から彼はオルブライトの一族に負けは許されないものだと悟り、周りを「義務的に」見下すようになった。
しかし、オリバーに一対一の勝負で敗れ、その後負けた事実を「なかった」ことにするために、大量の「貫き蜂（スティングビー）」をけしかけたが、剣花団の面々の機転により貫き蜂による攻撃は防がれ、更には正々堂々の勝負でナナオにまで切り伏せられた。清々しいほどにまっすぐなナナオの剣を受けた彼の脳裏によぎったのは、チェス盤を向かい合って見る幼馴染の少女の笑顔であった。そのようにまさしく「完敗」した彼は幼少期に受けた呪いから解放され、憑き物が落ちたような顔で素直に負けを受け入れた。
それから彼は尊大な性格のままではあるものの、他者の能力を評価し周りとの協調性を持つようになった。特に最初に自身を負かしたオリバーと、オフィーリアの一件にて共闘することになったピートに目をかけており、オリバーが魂魄融合の後遺症で不調だった際には庇うような言動さえ見せるようになった。
イヴリン＝オーデッツ
声 - 本泉莉奈
ロッシが企画した一年最強が誰かを決める決闘に参加し、ナナオに勝負を挑み敗れた。
ユーリィ＝レイク
オリバーらが2年生に進級したタイミングにて入学した、転校生を名乗る少年。
常識に欠けるが好奇心が強く、誰にでもフレンドリーに接する。
「村付き」の魔法使いを親に持ち、野山を駆け回って育ったことで感覚や勘が磨かれ我流ながらオリバーに負けず劣らずの実力を持つ。また、人や魔法が介在していない自然物と会話できる能力を持つ。
その正体は、デメトリオの分魂かつ分身であり、彼の使い魔。彼から知識と経験の積み重ねを取り去った姿であり、外見は適当にあしらっているが、性格は彼の少年期のものである。自然物と会話できる能力も中途半端な形とはいえデメトリオと同じく「大いなる記録（グランドレコード）」に接続しているが故のものである。ダリウスとエンリコの失踪の真相を究明するために、デメトリオとセオドールによってキンバリーに送り込まれた。しかし、無知故の視点と思考、行動による究明を意図しているためユーリィ自身にその自覚は一切存在しないかった。また、デメトリオへの報告の際に、記憶の整理として（デメトリオ視点で）不必要な記憶を消去されており、それについては周囲の反応から違和感を覚えている。
決闘リーグの決勝戦にてアンドリューズ隊と交戦した際に自分の在り方を自覚して以降は、デメトリオを避けるために迷宮に潜んでいた。しかし、一連の件に決着を付ける前にオリバーと接触して星空を見た帰り際にデメトリオに発見され、抵抗もむなしく魂は吸収され肉体は焼却された。それでも、魂はデメトリオの中で存在を保っており、デメトリオと同士らの交戦時には、同士らが逆転する切っ掛けを作った。最後は、デメトリオがオリバーへの謝罪として自身に身体を明け渡したことで再度オリバーと言葉を交わし、迷宮第四層の天井に広がる星空を共に眺めながら絶命した。
ロゼ＝ミストラル
何かと派手な言動をする奇術師めいた少年。
実体のある分身魔法の使い手で、魔法と詐術を巧妙に組み合わせた幻惑を得意とする。
普段は大人しい性格で図書室の常連であるが、戦闘など鬼気迫った場面ではテンションを上げるために前述したような派手な言動をとる。
決闘リーグではミストラル隊のリーダーとしてオリバーらホーン隊と対決した。その際、ホーン隊の実力の高さを加味してエイムズ隊、リーベルト隊と同盟を組んだ。また、現生徒会を支持しており、サイラスにゴッドフレイの骨が奪われた際にはミストラル隊全員で奪骨作戦に参加している。
ジャスミン＝エイムズ
両目を覆うほどの長い前髪が特徴的な少女。
「自信はございませんが」という口癖とは裏腹に、魔法剣の実力は学年でも上位に入り、オルブライトと互角で打ち合えるほどである。
「魔剣」を自称できるほど高度な自身の剣技を初見で破ったオリバーに興味を持っており、婚約の話をするためにピート共にお茶会に誘おうとしたこともある。
決闘リーグではエイムズ隊のリーダーとしてオリバーらホーン隊と対決した。その際、チームメイトから「ミン」と呼ばれつつかなり慕われていた。また、現生徒会を支持しており、サイラスにゴッドフレイの骨が奪われた際にはエイムズ隊全員で奪骨作戦に参加している。
ユルゲン＝リーベルト
古式ゴーレム術の使い手。リーベルト隊のリーダー。
決闘リーグではカミラ、トマスと共にチームを組み、リーベルト隊としてオリバーらホーン隊と対決した。
カミラ＝アスムス
魔法射撃の名手。
決闘リーグではユルゲン、トマスと共にチームを組み、リーベルト隊としてオリバーらホーン隊と対決した。
トマス＝チャットウィン
カミラの相棒。
決闘リーグではユルゲン、カミラと共にチームを組み、リーベルト隊としてオリバーらホーン隊と対決した。
ユルシェル＝ヴァロワ
下級生決勝リーグ進出チームのリーダーを務める少女。
クーツ流の中でも、ガーランドをして「三年の時点であの水準にある生徒を目にするのは何十年ぶり」と評されるほどの純粋クーツの使い手であり、油断していない状態であれば魔法剣の間合いにおいてオリバーを圧倒するほどの実力を持つ。また、ギーおよびレリアとは心身を弄りまわした上で経路を通して霊体同士を接続しており、精神支配の呪文を用いることで脳の機能まで含めて掌握して傀儡とすることができる。その状態であっても個々の動きの練度が落ちることなく、むしろ連携に一部の隙も無くなる。
祖母から自分以外は道具でしかないと教え込まれ、支配と従属さえあれば良いとされてきたために、友情や絆を武器とするオリバーたちに敵意を向けていた。決闘リーグの決勝戦でホーン隊と対決した際には、戦闘を通して自身がいままで培ってきた価値観を否定され舌を噛み切るほどに激昂してオリバーらを殺しにかかるが、オリバーに介錯を任されたナナオとの斬り合いに敗れた。また、彼女を斬り伏せたナナオからは支配と従属以外を切り捨てきれていなかったと見抜かれている。
ギー＝バルテ
ヴァロワ隊に属する男子生徒。ユルシェルの従者。
体格は平均的でよく練ったリゼット流を用いる。
ユルシェルの10歳の誕生日に彼女へ使い魔としてプレゼントされた。そのため彼女からは道具としてしか見られていない。
レリア＝バルテ
ヴァロワ隊に属する女子生徒。ユルシェルの従者。
ユルシェルの10歳の誕生日に彼女へ使い魔としてプレゼントされた。そのため彼女からは道具としてしか見られていない。

### 上級生
ヴェラ＝ミリガン
声 - 加隈亜衣
人権派の魔女。1年生（煉獄の記・一章 - ）、4年生（第1巻 - 第3巻）→5年生（第4巻 - 第6巻）→6年生（第7巻 - ）。
生まれてすぐに両親によって左目と左腕にバジリスクの魔眼を移植されており、「蛇眼」という二つ名はこれに由来している。人権派であるが両親からの愛によって魔眼を移植された経験から、他者を解剖することに何の躊躇いも持たず、その特性を知るために多くの亜人種を悪意なく解剖してきた。その一方、保身のための殺処分は断固として行わないなど、亜人種の殺傷はあくまで研究目的に留めている。
当初は解剖目的でカティを誘拐したためオリバーらと敵対していたが、その際の謝罪として彼らに工房を提供して以降、異種間コミュニケーション学の共同研究を後ろ盾のないカティへ持ちかけ、オフィーリアに誘拐されたピートを救出する際には彼らへ全面的に協力し率先して命を懸けるなど、後輩想いな先輩としての側面が顕著になる。オリバーらもそれを受けて彼女が次期学生統括に立候補を表明した際には、今後の動向を見るために保留としたオリバーとシェラ以外の4名が支持を表明するほど親しくなっている。また、オリバーらと親しくなって以降、積極的に表で活動するようになっており、その精神性や思想を見込まれて同士の勧誘候補にもなった。
現生徒会の中核メンバーとは自警団時代から縁があり、キンバリーをゴッドフレイが学生統括に就任する前の状況に戻したくなかったため、実質的に現生徒会と組む形で次期学生統括に立候補した。決闘リーグに出場する他、借金をしてまで臨んだものの、直前になってゴッドフレイがティムを推し、順当にティムが当選したことにより、次期学生統括になることはできなかった。その後、前生徒会からの謝罪として、借金の八割の肩代わりや次期生徒会の中核メンバー内定などが行われたが、カティのためでもあった「初の人権派学生統括」の夢が潰えたため落ち込んでいた。
研究者肌であるが魔法使いとしての実力も高い方であり、入学当初のオリバーとナナオを同時に相手取っても無駄口を叩く余力を残せるほどであり、4年生時点で二節呪文を連発するだけでなく子宮の貯蔵魔力を用いることで三節呪文まで行使できる。また、6年時には決闘リーグの決勝戦に上がっており、武闘派の同級生以上となると一歩遅れを取るものの反則寸前の搦め手を多用して勝利している。
アルヴィン＝ゴッドフレイ
声 - 日野聡
学生統括（第1巻 - 第10巻）。1年生（煉獄の記・プロローグ）→2年生（煉獄の記・一章 - ）、5年生（第1巻 - 第3巻）→6年生（第4巻 - 第6巻）→7年生（第7巻 - ）。
「自分が過ごす場所はなるべく平和なほうがいい」という信念から一年生の頃より自警団活動を行っており、現生徒会はこの自警団を母体としている。
他の生徒から「煉獄」と称される魔法使いであり、桁違いの火力を誇る。また、魔法剣の実力も学校全体で上位に位置しナナオを戦慄させるほどであり、その実力の高さからダリウスとエンリコが失踪した一件の容疑者として真っ先に名前が挙がった。しかし、入学から数年間は制御がままならず自身の腕も同時に燃やしており、それを治療するのがオフィーリアの専らの役割となっていた。
キンバリー卒業後は、レセディと共に異端狩りの道に進んでいる。
カルロス＝ウィットロウ
声 - 山本和臣
美しい声を持つ中世的な風貌の青年。オフィーリアの幼馴染。生徒会の古株。「聖歌」の二つ名を持つ。1年生（煉獄の記・プロローグ）→2年生（煉獄の記・一章 - ）、5年生（第1巻 - 第3巻）。
初見でピートの体質を見抜いており、性が反転して困惑していた彼と似た境遇を持つ他の生徒との橋渡しを行った。
ゴッドフレイとはキンバリーの入試前に出会ってから続く親友関係であり、彼のことを「アル」と呼ぶ。
去勢歌手（カストラート）という、少年期に男性機能を除去することによって成立する魔声を持ち、その声は性を利用したあらゆる魔術に対して対抗属性となる。その魔声を用いてオフィーリアの暴走を抑える、あるいは彼女が魔に呑まれた際に止めを刺すことがサルヴァドーリとの盟約のもとに生家から託された責務であった。しかし、彼自身はオフィーリアに幸せになってもらいたいと願い、それを自身の命の使い方と決めていた。
魔に呑まれたオフィーリアが展開した絶界を封印を解いた全力の魔声をもって相殺し、その反動により身体が崩壊するのに耐えながら彼女を抱きしめて共に絶命した。
レセディ＝イングウェ
声 - 芳野由奈
生徒会の古株。自身にも他人にもストイックな人物。1年生（煉獄の記・プロローグ）→2年生（煉獄の記・一章 - ）、5年生（第3巻）→6年生（第4巻 - 第6巻）→7年生（第7巻 - ）。
生徒会のお目付け役としてキンバリー全体を引き締めている。
ティム＝リントン
声 - 玉城仁菜
生徒会の古株。「毒殺魔」の異名で恐れられている。新学生統括（第11巻 - ）。1年生（煉獄の記・一章 - ）、4年生（第3巻）→5年生（第4巻 - 第6巻）→6年生（第7巻 - ）。
小柄で可愛らしい外見とは裏腹に、短気かつ好戦的な性格を持つ。一方で後輩想いな一面も強く、サイラスのためにオリバーらが命刈る者と対峙した際には文句を言いつつも誰よりも前に立っている。
同性であるゴッドフレイに好意を抱いており、女装趣味もあって気分によって改造した女子制服を着用することもあるが、性自認自体は男性である。また、女装時は変化の魔法により豊胸を行っている。決別前のオフィーリアとは同じゴッドフレイを狙う恋敵であり喧嘩の絶えない仲であったが、同時に自警団の仲間として助け合える間柄でもあった。
毒性のある魔法薬の作成に関しては天才的であると同時に、それ以外の魔法薬は解毒薬を含めて作れないため、錬金術の担当教諭として魔法薬の作成を教えていたダリウスにさえ呆れられていた。
決闘リーグの決勝戦にて、事故によりゴッドフレイとレオンシオの攻防の余波が下級生を襲った際、試合より優先して下級生を助けに行った姿勢を見たゴッドフレイにより次期学生統括に推薦され、前述した決勝戦での姿勢の他、下級生リーグの特別戦で見せた成績より後輩の安全を優先する姿勢が多くの支持を集めたことにより、次期学生統括に当選した。
シャノン＝シャーウッド
声 - 渡部紗弓
柔らかい雰囲気の女性。オリバーの従姉。5年生（第1巻 - 第3巻）→6年生（第4巻 - 第6巻）→7年生（第7巻 - ）。
始祖の血の保存を目的とするシャーウッド家の中でも特に始祖の血を色濃く受け継いでいる。そのため広大な自己領域を持ち戦闘能力は高くないが一方で高い技術力を持つ。その例として繊細な制御が可能となる領域魔法の範囲内で行うことが常識とされている治癒呪文を、遠距離かつ高速で動き回る対象にかけ続けることができるほど。その他に霊体から詳細な情報を読み取る能力も持つ。また、シャーウッド家が秘奥とする魂魄融合をはじめとする魂を扱う術にも長ける。
グウィン同様、シャーウッド家の使命に従いながらも、オリバーに過酷な人生を送らせていることに心を痛めており、兄とともに「臣下」として彼のサポートのために身を尽くしている。
始祖の血を色濃く受け継いでいるために子供を作ることを迫られており、兄であるグウィンと肉体関係を持ったことがある他、とある事情からオリバーとも関係を持ちその間に子を成したが死産している。
キンバリー卒業後も、教員としてキンバリーに残っている。
グウィン＝シャーウッド
声 - 石毛翔弥
寡黙な青年。オリバーの従兄。5年生（第1巻 - 第3巻）→6年生（第4巻 - 第6巻）→7年生（第7巻 - ）。
カルロスとは長い付き合いであり、彼のコンサートではコントラバスで伴奏を担当している。
愛用のビオラを用いて、呪文戦の最中に相手の呪文を無効化する「詠唱妨害（スペルジャミング）」を可能にする特殊技能を持つ。
シャノンと共に、オリバーを君主とする「同志」の中で中枢的な役割を担う。
クロエとの魂魄融合や祖種の血を残すというシャーウッド家長男としての役目を全て年下かつ外様であるオリバーに背負わせてしまったことを非常に後悔しており、オリバーの重荷を少しでも肩代わりしたいと思っている。
キンバリー卒業後も、教員としてキンバリーに残っている。
オフィーリア＝サルヴァドーリ
声 - 茅野愛衣
自らの子宮にキメラを宿す魔女。生徒会の古株。1年生（煉獄の記・一章 - ）、4年生（第1巻 - 第3巻）。自らの意思とは無関係に、男を惑わす「惹香（パフューム）」を振り撒く体質の持ち主。
子宮に多種多様なキメラの胤を仕込み、それを呪文によって成体のキメラとして生み落とし、使役して戦うという戦法を取る。1年生時点のオリバーとナナオを同時に相手取って軽くいなしたミリガンからは「自身より二回り上」、死霊術の分野で多大な功績を残しているサイラスからでさえ「天才」と評されるほどの実力を持つ。魔力出力も先輩であるカルロスやレセディより高い。その才能と実力から18歳という若さで魔道の一つの到達点とされる絶界詠唱（グランドアリア）・『子宮殿（パラーテイウムアニマールム）』に至っている。
彼女の実家であるサルヴァドーリ家は、純血の「淫魔（サキュバス）」を祖とする一族であり、淫魔は種という単位で様々な生物の子種を掠め取り、自然に存在しない組み合わせを自らの手で模索することで、完璧な生命「合成獣」を得る生存戦略を取っていた。しかし、生き方の方向性を定められなかったため淫魔は滅びることとなった。淫魔の裔として、その子宮でもって魔道を完成に導くことを宿命付けられて生を受けており、それを受け入れている一方で、子宮にしか存在価値がない道具であるにもかかわらず、人間の名前を付けられ、それによって人間らしい恐怖や苦痛を経験することになったことへ憤りを覚えている。また、子を産むことを周りから強要されている点においてシャノンのことを同類として見ていたが、自己嫌悪から突き放すような態度を取っていた。幼馴染のカルロスとは彼女が魔道を完成するまで守り抜き、魔に呑まれた際には確実に仕留める盟約を各家が結んだ間柄であった。なお、シャノンやカルロスからは「リア」と呼ばれている。
入学して少し時間が経った辺りで、惹香とその家名により周りから浮きがちだったことをカルロスから心配され、校内自警団の創設メンバーの穴埋めを兼ねてゴッドフレイに紹介される。「サルヴァドーリ」としてではなく、一人の人間としてオフィーリアのことを見るゴッドフレイらと自警団として行動を共にする内に、彼に向く感情は次第に恋へと変化していった。同じくゴッドフレイに恋慕しているティムとは同級生ということもあり仲が悪く喧嘩が絶えないながらも助け合える間柄であった。しかし、自警団の規模が大きくなると、オフィーリアのことをよく思わない生徒との間に軋轢が生まれるようになり、次第に激化した諍いは自警団内部での決闘騒ぎまで引き起こしてしまいティムを半殺しにした。その後は迷宮第三層へ籠るようになり、カルロスからは戻るように説得を続けられるも、ゴッドフレイが自分を許す、あるいは受け入れることによってその心の在り方を損なってしまうことを危惧して説得を受け入れることはなく、逆にあえてゴッドフレイの仲間の男子生徒たちを攫って自らの魔道の贄としたことにより明確に彼と決別した。なお、迷宮の住人になって以降も論文は定期的に提出しており、オリバーも目を通している。
4年時に魔に呑まれ、大量の男子生徒を攫い、その男性由来の魔力を源として絶界詠唱を展開し、自身の魔道を完成させた。そこに居合わせたオリバーらを限界まで追い詰めるが、そこへ駆けつけたカルロスの去勢歌手によって絶界を相殺され、自身と一体化していた絶界の崩壊と共にカルロスと抱擁を交わし共に絶命した。カルロス共々死体は残らず、代わりに白く美しい砂だまりとなった。
迷宮を住処とする深みの住人となってからも、わざわざ校舎に戻って食べようとするほど食堂のかぼちゃパイが好物であり、彼女の棺にはゴッドフレイからの指示で花の代わりにかぼちゃパイが供えられた。また、同学年であり一定の交流があったミリガンやティムは彼女の末路を悔いている。
子宮殿（パラーテイウムアニマールム）
全天を脈打つ肉の壁で覆い、そこから唯一無二の特徴を持つ「合成獣（キメラ）」を生み出し続ける絶界詠唱。術者であるオフィーリアが見つけ出した、果てしない試行錯誤こそが生命の本質であるという、サルヴァドーリの魔道の「答え」が反映されている。
絶界と術者が一体化しており、術者は肉の壁から人間の上半身が生えるような形で絶界内に存在する。また、術者の意思によって肉の壁から触手を生み出すことができる。
生み出される合成獣の行動は術者の思考や精神に大きく左右される。
性を利用した魔術であるため、去勢歌手が完全な対抗属性となり、その最大出力をもってすれば完全に相殺され崩壊してしまう。
サイラス＝リヴァーモア
声 - 伊丸岡篤
死者の骨を使い魔として使役する死霊使い。2年生（煉獄の記・一章 - ）、5年生（第1巻 - 第3巻），7年生（第7巻 - ）。
数えきれないほど殺し合った仲であるオフィーリアが魔に呑まれた際には、彼女の「お迎え」であるゴッドフレイとカルロス以外を近づけさせないように立ち回るなど義理堅い一面を持ち、セオドールからも根が優しすぎると称されている。
大魔法使いであった曾祖父から受け継ぐ形で『失楽園（ムンドゥスシネモルテ）』という絶界詠唱を習得しており、その絶界内であれば死者の蘇生さえも可能とする。
失楽園（ムンドゥスシネモルテ）
世界律の影響から逃れ死者の蘇生を行うことを目的とした絶界詠唱。
サイラスが使用した際には構成が完璧ではなく命刈る者の侵入を許している。
ケビン＝ウォーカー
声 - 竹田海渡
迷宮美食部部長。4年生（煉獄の記・一章 - ）、6年生（第1巻 - 第3巻）→7年生（第4巻 - 第6巻）。
半年におよぶ迷宮での遭難から帰還し、以来「生還者（サバイバー）」と呼ばれ校内の有名人となる。しかし、半年間行方不明となっていたため合同葬儀が執り行われており、授業の遅れから留年している。
生き残ることに何より長けており、オフィーリアをして軽く受け流されてしまう厄介な相手と評している。
極めて後輩想いであり、オフィーリアの一件では誰に頼まれずとも単独でオフィーリアの工房があるとされる迷宮第三層を探索して後続のために地図を作成していた。また、ゴッドフレイらが下級生の頃から彼らに世話を焼いており、ガイが教えを求めた際にも快く承諾して個人的に指導している。
パメラ＝ゴートン
声 - 羊宮妃那
迷宮内で露店を営む「迷宮商人」の少女。3年生（第2巻）、5年生（第7巻 - ）。
ケビンの弟子であり、彼の技術としたたかさ、後輩想いの精神を引き継いでいる。
リネット＝コーンウォリス
声 - 日野まり
ステイシーの姉。4年生（第3巻）、6年生（第7巻 - ）。
自分らコーンウォリス家の家族よりもシェラやフェイと仲良くしているステイシーとの距離感に悩んでいる。それに不満を覚え彼女に対しての発言には少々棘があるものの、オフィーリアに攫われたフェイを救出するために頼られた際には承諾し、当時1年生の彼女を迷宮第三層まで無事に連れてきた。
ミリガンとはオフィーリアの一件で共闘したことにより縁ができ、同級生ということもあって彼女が次期学生総括選挙に立候補した際にはサポートに回っている。
カーリー＝バックル
ふるまいは気さくだがどこか近寄りがたい雰囲気を持つ女性。「血塗れ（ブラッディ）」の二つ名を持つ。オリバーの同士の一人。3年生（煉獄の記・一章 - ）、7年生（第5巻）。
ロベールとは夫婦であり、間に3人の子をもうけている。しかし、末の子には才能が無く魔法使いとして生きることが難しい。
オリバーが自分らの主人であることに疑問を持っていたが、エンリコとの死闘にて優しい彼が持つ、凄まじいまでの信念に触れたことで彼を君主と認め、末の子の未来を託しロベールと共に機械仕掛けの神に特攻を仕掛けた。ロベールが死に際に解放した呪詛により一時的にコントロールが不能となった機械仕掛けの神の操縦席に対して、限界を越えた四節呪文を行使し、その場で体ごと炸裂して死亡した。
ロベール＝デュフルク
痩せ型の男。オリバーの同士の一人。2年生（煉獄の記・一章 - ）、6年生（第5巻）。
カーリーとは夫婦であり、間に3人の子をもうけている。
エンリコとの死闘にて機械仕掛けの神相手に特攻を仕掛け、自身がため込んでいた呪詛を解放することにより、オリバーが攻撃する隙を作った。
ダイアナ＝アシュベリー
箒競技の校内トップ選手のひとり。ブルースワロウのエース。5年生（第4巻 - 第6巻）。
箒乗りとして頭角を現すナナオに目を付ける。
家の悲願である「箒術における最速」という目的を達成するために肉体から霊体に至るまで生まれる前からデザインされており、身長や生殖機能を含む箒乗りとして不要なものが全てそぎ落とされている。そのため、箒乗りとして逸脱した才能を持ち、速度を競う箒競争をメインに据えながらも、箒合戦では彼女の飛び方を熟知している選手三人がかりでないと抑えられないほど卓越しており、箒術の教師であるダスティンからも「箒乗りとして体と技術はすでに完成の域」と評されている。彼女の所属するブルースワロウは事実上の彼女によるワンマンチームとなっている。その一方、キャッチャーであったモーガンが失踪して以降、全速力を出すことに恐怖するようになり記録が伸び悩んでいた。また、卓越した箒術だけでなく、自身へ差し向けられた前生徒会陣営の刺客たちを余裕をもってあしらえる程度の戦闘能力も併せ持つ。
世界記録更新に難航していた最中、モーガンが現れたことにより更新の障害となっていた後顧の憂いが消えたため無事更新に成功する。しかし、その直後にモーガンが異界の炎に飲まれて暴走したため、杖剣を片手に箒で彼の下へ突貫し、炎で身を焼かれながらも燃え尽きるより先に彼の心臓を貫き共に絶命した。
クリフトン＝モーガン
豪放磊落なアシュベリーの元キャッチャー。6年生（第5巻 - 第6巻）。
アシュベリーからは炎や魔獣などの危ないものの扱いに長けていると評されており、過去には炎の扱いに苦心するゴッドフレイへアドバイスもしていた。
異界の一つ「蝕む火焔の炉（ルフトマーズ）」を研究対象にしており、蝕む火焔の炉に存在する炎を制御下に置く研究を行っていたが4年生時に呼び寄せた炎の制御に失敗し、それ以降身体を蝕まれている。魔素の濃度が高い迷宮深層（第二層以降）であれば侵蝕を抑制できるが、地上では立つことさえ不可能なほど衰弱するため、迷宮から出ることができずアシュベリーからは実験に失敗して死んだものと思われていた。また、本人も寿命が迫っていることを自覚しており自身の醜態を見せて失望させたくないからとアシュベリーに生存を伝える気はなかったが、旧生徒会勢力の謀略の一環によりアシュベリーへ生存が伝えられた。
ナナオに説得されたことにより、自身の最後の仕事としてケビンに介護される形でアシュベリーの世界記録更新に立ち会った後、緊張の糸が切れたことにより異界の炎に呑まれて暴走したが、炎をものともせずに突入してきたアシュベリーによって心臓を刺され死亡した。
レオンシオ＝エチェバルリア
前生徒会陣営のボス。ゴッドフレイとは学生統括の座をめぐって対立関係にあった。1年生（煉獄の記・プロローグ）→2年生（煉獄の記・一章 - ）、6年生（第5巻 - 第6巻）→7年生（第7巻 - ）。
尊大な性格をしているが、生徒会を背負って立つ気概とカリスマ性を併せ持つ一面もある。
金の長髪に赤眼の、彫りの深い美貌をしているが、顔の右半分が焼け爛れている。これは以前ゴッドフレイと争った際に受けた傷を治さずそのままにしておいたものである。
エチェバルリア家は保守派の名家であり、エチェバルリアに関わるものは、使用人の一人一人、生花や観賞魚の一つ一つに至るまで「完璧」であることを求められる。それは些細なミスを犯した使用人が、迷わず自ら死を選ぶほど徹底されたものであり、レオンシオは幼いながらにエチェバルリアのそのような在り方に憤りを感じていた。そしてキンバリーにて、ゴッドフレイに顔を醜く焼かれ、彼は完璧でなくなった。その時、彼は生まれながらの完璧さの呪いから解放され、そして自らの檻を破壊した完璧からは最も遠い男であるゴッドフレイに対する感情は次第に恋に化けていった。
七年生になった頃、幼少の頃から腹に溜め続けた彼の怒りはパーシヴァルを次期学生統括にするにあたり、「勝手に己を見限らないこと。軽率な自裁を止めること。そして彼がその一人一人の価値を見出してみせること」という形で全生徒に対する一つの信念となって表れ、対立関係だったゴッドフレイからも理解と賛同を理解を得ている。
キーリギ＝アルブシェーフ
退廃的な快楽主義者のエルフ。前生徒会陣営の一人。「貪欲（アヴァリス）」の二つ名を持つ。2年生（煉獄の記・一章 - ）、6年生（第5巻 - 第6巻）→7年生（第7巻 - ）。
自然主義的なエルフの性質からはかけ離れた欲望と背徳を愛する性格から故郷を追われ、同じエルフを妻に娶ったセオドールによってキンバリーに招かれた。性に奔放なキンバリーの中にあっても殊更に快楽主義的な生き方をしており、彼女にパートナーを寝取られたキンバリー生も多い。
エルフの里にいる頃から彼女は自分のような「鬼子」が生まれた意義について考えており、人の世を彷徨し快楽に溺れる日々を過ごすうちに彼女の中で一つの結論に至った。曰くーーかつて人間よりも神に愛され、魔法適性や寿命で人間を上回るエルフが人間に遅れを取ったのは魔道探究に際し倫理や法則を踏み躙って躊躇わない「姿勢」で劣っていたからである。そして自らが生まれ落ちたのはそれらの行き詰まりをエルフたちに自覚させ、種としての進化を導く「示唆」であるーーと。それが彼女の魔道であり、前述の欲望と背徳を愛する生き方を自らに課せられた使命とさえ思っている。
テオ＝イェシュケ
学年と名前以外の年齢や性別が不詳の先輩。オリバーの同士の一人。4年生（第5巻 - 第6巻）。
変身術の達人であり、主であるオリバーが行動を起こす際に彼に変身してアリバイ作りを担当している。その技量は非常に高く、数日の間オリバーの影武者として勘の鋭いナナオを含めた彼の友人を完璧に欺き続けた。
ジャネット＝ダウリング
キンバリー第三新聞部の編集長。オリバーの同士の一人。6年生（第6巻）、7年生（第10巻）。
同士内では自身の立場を用いた校内の情報工作を担当している。
デメトリオ襲撃の際、詠唱妨害に集中し過ぎたことによって孤立していたグウィンがデメトリオに狙われたのを庇い、胴体が分離しながらもグウィンに自分の治療よりオリバーの援護を優先するよう叱咤した後、グウィンへの長年の片思いが実らなかったことを後悔しながら死亡した。
パーシヴァル＝ウォーレイ
旧生徒会側が推す次期学生統括候補。仲間からは「パーシィ」と呼ばれている。4年生（第6巻）→5年生（第7巻 - ）。
万能型であり突出した才能を持っていない分、他者の才能を活かすことに長け、決闘リーグでは自分のチームを優勝に導いている。自身と同類であるオリバーを自身の生徒会の中核メンバーにスカウトしようとしたこともある。また、敵対関係のシェラやミリガンが認めるほどに箒競技の実力は高く、ナナオがいなければシニアリーグの若手筆頭だった。総括選挙前のリーグ戦では入賞はしたもののナナオに敗北した。
ジーノ＝ベルトラーミ
酒を扱う錬金術師。前生徒会陣営の一人。2年生（煉獄の記・一章 - ）、6年生（第6巻）→7年生（第7巻 - ）。
敵・味方問わず「客」とみなし、自らはバーテンダーとして振る舞う。
「酔師（バーマン）」の二つ名を持ち、校内の酒飲みの間で「一万ベルクの一杯」と称される腕前を持つ。また、錬金術師としてもティムの毒薬を即座に中和する実力を持つ。
ロジャー＝フォースター
キンバリー随一の箒競技実況者。
普段はおどおどしている性格だが、実況の時だけは前髪を掻き上げることで豪快な性格に切り替わる。
その実況において下級生を掛け値なしに褒めることは少ないとされる。
ハンス＝ライゼガング
ナナオが属するワイルドギースのキャプテン。6年生（第6巻）。
キンバリーでは極めて稀なオリバーとナナオの薄氷を踏むような友愛関係を好いている。
メリッサ＝カンリッテ
ナナオが属するワイルドギースの副キャプテン。6年生（第6巻）。
長年箒競技をしてきた経験から、プレイヤーとキャッチャーの在り方をオリバーに説いた。
ラウロ＝スカルラッティ
箒競技のシニアリーグ選手。6年生（第6巻）。
アシュベリーに対しても二割の勝率を維持する実力者だが、6年生最後のリーグ戦の箒打合ではナナオの二合決着に対抗心を燃やしたアシュベリーの曲芸によって一合の内に敗北した。
カメルン＝アニェッリ
死霊使い。オリバーの同士の一人。6年生（第8巻、10巻）。
現生徒会を支持しており、サイラスにゴッドフレイの骨が奪われた際には上級生として奪骨作戦に参加している。
デメトリオ襲撃の際、原初呪文の弱点とされていた呪術を用いてデメトリオを追い詰めようとするも呪詛の少なさから無力に終わるが、彼が大いなる記録との接続が絶たれた際にわざと彼の呪文によって殺害されることによって自身のため込んだ呪詛を彼に押し付けた。なお、同じ死霊使いとしてサイラスが直近に半霊の実現に成功したことによって死霊術の未来が明示されたため、デメトリオ殺害のために躊躇いなく命を投げ捨てた。
ゾーエ＝コロンナ
ぽっちゃりした体をゆらゆらと揺らしながら眠たげな目をした女子生徒。6年生（第10巻）。
古式ゴーレム術に長けているが、5年時の末に迷宮第三層の工房で自身の作品に融けかけていたところをミリガンに発見されたことにより魔に呑まれずに済んでいる。以降も魔に吞まれかけており、ミリガンからせめてもの先延ばしとしてミリガンとチームを組み決闘リーグに駆り出された。決闘リーグでは、自身を核として自己修復の術式が施された闘技台の床と同化して操作するという芸当を見せ、ミリガン隊の勝利に大きく貢献した。
グウェナル＝デシャン
過去にゴッドフレイたちとも幾度となく戦った校内で折り紙付きの強豪。頭皮が透けるほど刈り上げた頭髪が印象的。7年生（第10巻）。
呪文の撃ち合いでミリガンに対して優勢を取る実力を持つ。
ヒルデガルト＝クルゼ
デシャン隊に属する女子生徒。7年生（第10巻）。
ケネス＝ヘイワード
デシャン隊に属する男子生徒。頭の左右で生真面目に分けた黒髪が特徴的。6年生（第10巻）。

### 下級生
テレサ＝カルステ
声 - 真野あゆみ
オリバーの従者。1年生（第4巻 - 第6巻）→2年生（第7巻 - ）。
隠形の達人であり、オリバーでさえも触れられる距離にまで近づかれないと気付くことさえできない。
普段は感情を出さす冷淡かつマイペースな性格であるが、その冷淡さについては取り繕ったものであり、オリバーの前では度々素の年相応な性格に戻る。
迷宮で生まれ迷宮で生きてきたため戦闘能力は高く同学年の相手を歯牙にもかけないが、授業をまともに聞いていないため学力は高くない。
半分幽霊のような存在であり、それが隠形のレベルの高さに反映されている一方で寿命が短い。
ディーン＝トラヴァーズ
1年生（第4巻 - 第6巻）→2年生（第7巻 - ）。
ワーレンピークの悲劇の生存者の一人。
ピーター＝コーニッシュ
柔和な雰囲気の少年。ディーンの幼馴染。1年生（第4巻 - 第6巻）→2年生（第7巻 - ）。
ワーレンピークの悲劇の生存者の一人。
リタ＝アップルトン
シャイな長身の少女。1年生（第4巻 - 第6巻）→2年生（第7巻 - ）。
ガイに好意を抱いているが、彼がカティに対して抱く親愛の深さに敵わないことに苦悩している。
フェリシア＝エチェバルリア
レオンシオ＝エチェバルリアの実妹。2年生（第8巻 - ）。
兄同様に傲慢な性格をしている。
決闘リーグの実況に呼ばれた際、共に呼ばれたディーンの態度を見て興味を持っている。

### 教師
エンリコ＝フォルギエーリ
声 - 大塚芳忠
魔道工学を担当する小柄な老爺然とする男性教師。オリバー達が討ち果たすべき魔人の一人。単身で魔道工学の歴史を100年進めたと称されるほどの大魔法使い。
授業では大怪我前提の理不尽な課題ばかり出すが、それはあくまでも魔法使いの丈夫さを前提として学習効率を高めるためであり、課題終了後は生徒を労いつつキャンディーを配るのが恒例となっている。また、認識を阻害する面を付けた同志らと魔法を交わすだけで生徒を特定できるほどに生徒のことをよく見ており、彼なりに教師として生徒に対する思いやりも持っている。彼は、生徒らが自身が教えた知識でもって殺しにきた時でさえ「教師冥利に尽きる」「彼らに教えてきて良かった」と歓喜し、追い詰められとどめを刺される寸前となってもオリバーへ今後の助言を送った。
自らが使役するゴーレムを用いた戦闘を行う。汎用ゴーレムの他に、大気中を自律して動く数百兆個の「微小（ナノ）ゴーレム」や、それらを機体内部で循環させることで軽量と高出力の両方を実現させるゴーレムの「強化外骨格（エクソスケルトン）」等、論文の中で概念としてのみ許されるはずの、現代において実現していないとされた魔法技術をいくつも用いた。その中でも人間や亜人種の霊体を燃料として用いることで、大出力での駆動を可能とした巨大な人型ゴーレム「機械仕掛けの神（デウス・エクス・マキナ）」は10%のエネルギー充填率で迷宮第五層の生態系の上位に位置する巨竜「大地竜（リンドヴルム）」が相手にならないほどの出力を誇り、オリバーら同志を極限まで追い詰めた。しかしそのような生命の冒涜に等しい研究もあくまで異端と戦い現行世界を守るためのものである。
異端狩りの最前線で戦い抜いた経験から、純粋な魔法使いとしての実力も非常に高く、同志らの特攻により機械神を崩され、肩と脇腹を負傷し魔力と血を大量に失っている状態であってもオリバーら同志多数を同時に相手取って優位に戦った。
幼い頃泣き虫だったエンリコ少年は、厳しい修練の合間にノエミという普通人の少女にキャンディーを渡された慰められる日々を送っていた。彼はそんな彼女に好意を抱いていたが、異端関係の事件によりに使徒に寄生された彼女を自らの手で葬ることになった。その際に彼女から「わたしの分まで笑って生きて」という遺言を受け取ったことにより、泣き虫の少年は死に、躁じみた哄笑を絶やさない一人の魔法使いが生まれた。また、異端狩りの使命のためには命を燃料とすることにも躊躇しない彼の非道な価値観が形成されたのも、この時一番大切なものを自らの手で燃やした経験に由来する。
同士らの2人目の標的となり、迷宮第四層と第五層を繋ぐ螺旋回廊にて同士らの襲撃を受けるも常備していたゴーレムでその場を凌ぎつつ機械仕掛けの神のいる第五層まで逃走し、以降は機械仕掛けの神で同士らを圧倒するも、オリバーの魂魄融合により対抗され、オリバーの戦いを見た同士らの特攻によって重傷を負い機械仕掛けの神を破壊される。それでも呪文と魔法剣で抵抗し続けるがオリバーの魔剣に敗れた。その後、オリバーによる拷問と尋問を受け、その際に感じ取った彼の人となりから教師として彼の人生に対する助言を送った後に、ノエミと過ごした過去を幻視しながら死亡した。
セオドール＝マクファーレン
声 - 関俊彦
キンバリーの臨時講師。シェラの父親で、ナナオをキンバリーへと迎え入れた張本人でもある。
エスメラルダの先輩にあたり、立場が逆転してしまった現状に嘆いている。
学生時代、エドガーとは共にクロエを狙う恋敵であり、クロエとエドガーの両名が亡くなった後も二人向ける感情は決して単純ではない。ナナオをキンバリーに招いたのも彼女の剣技と可能性に惚れこみクロエとの約束を果たすためである。
昔から放浪癖があり臨時講師の立場を活かして世界中を飛び回っており、クロエが死亡して以降はその頻度も範囲も際限なく広がっていったが、ナナオを見つけて以降は連合内の国々に移動を留め、その用事も学校側から命じられた出張が大半を占めるようになる。
第二魔剣・『己へと奔る影（クーレウンブラ）』の使い手。
バネッサ＝オールディス
声 - 豊口めぐみ
魔法生物学の授業を担当する女性教師。オリバー達が討ち果たすべき魔人の一人。
粗暴で野蛮な、弱肉強食の理念を完璧に体現する人物。キンバリーで単に「暴君」といえば彼女を指す。呪文を使わずとも身体を任意に変形させることができるが、一部の生徒の間では「むしろ人に変身してるのでは」と囁かれる。
呪文を使用せず、膂力も死なない程度に加減し、かつ全身の変化を抑えた状態であっても、実力に自負のある6・7年生が一致団結して挑んで掠り傷を負わせるのが精一杯なほどの実力を持つ。
ダリウス＝グレンヴィル
声 - 東地宏樹
錬金術の授業を担当する男性教師。オリバー達が討ち果たすべき魔人の一人。
生徒たちのことを見下しており、教育のためと称して生徒に激痛呪文を与える、助手を飼い殺しにして研究成果を奪うなど、冷酷で傲慢な性格。かつて魔法剣の師範の座を巡ってガーランドと争ったほど剣の腕が立つ。
人間社会が古来より大量の愚者と少数の賢者によって構成されているという原則を変えるために人類から愚かしさを駆逐することを悲願としており、亜人種の知性化を研究していたミリガンを支援していた。
助手候補として目を付けていたオリバーを伴って迷宮に潜った際、クロエの件について問い詰められた後に決闘を申し込まれて応じたが、オリバーの魔剣によって右手首を切断される形で無力化され、自身がクロエに行った拷問を激痛呪文によって体験させられることになる。拷問の途中で痛みに耐えられず廃人となり、オリバーに介錯された。
エスメラルダ＝カテナ＝ドラクルーグ
声 - 田中敦子
キンバリー学校長。オリバー達が討ち果たすべき魔人の一人。
手枷（カテナ）の呪詛名の通り吸血鬼の異能を受け継ぎ、これまで100人以上の魔法使いの魂を魂魄吸収で吸い尽くしてきた、魔法界の頂点に君臨する孤高の魔女。100人以上の魂を吸収したにも関わらず精神面が一切変化しておらずデメトリオから恐れられている。
その高圧的な態度から生徒たちからはほぼ例外なく恐怖されており、校長室に呼ばれたら死を覚悟すると言われている。生徒の尋問時には切断呪文で生徒越しに椅子を切断するという離れ業を好んで用いる。
クロエを裏切り拷問し、魂を奪った上で殺すことを提案した張本人。しかし、クロエを殺した夜以降、誰よりも魔法使いらしく世界を守り続けている。
学生時代、エドガーやセオドールとは、共にクロエを愛する恋敵であった。そのため、言動には出さないが、クロエの面影があり、かつ自身に恐怖を抱いていないナナオのことを気に入っている。
フランシス＝ギルクリスト
声 - 加藤美佐
呪文学を担当する女性教師。オリバー達が討ち果たすべき魔人の一人。
魔法剣以前の時代を知る、魔法界全体でも数少ない魔女の一人であり、「千年を生きる至高の魔女」と称される。
魔法使いならば杖のみに頼るべきだという考えから「杖剣不要論」の立場を取る。魔法使いとしての実力は非常に高い。
ルーサー＝ガーランド
声 - 興津和幸
「剣聖」の二つ名を持つ魔法剣の師範。他流試合が三度の飯より好きな、気さくな魔法剣の達人。
ダリウスやテッドといった友人らと教師相手に隠密の練習をするなど、学生時代は相当にヤンチャをしていた。
直感も鋭く、完全な条件で潜んでいるテレサに気付くなど、密偵として教師の動向を監視する彼女をして「教師の中でもあの男は別格」と評されている。
教師陣の中では生徒に対して優しい方であり、オフィーリアの一件では「教員が動き出すのは生徒の遭難から八日後」という原則を無視し、直接捜索に加わることができないながらもオフィーリアの合成獣を人知れず間引くという形で協力していた。そのため、消極的保守派を自称しているが、ゴッドフレイやミリガンなどの保守派でない生徒からの信頼も厚く、キンバリーの教師に対して人一倍の警戒心を持つオリバーからも好意的に見られている。
ダスティン＝ヘッジス
声 - 深川和征
箒術を担当する若い男性教師。世界でも指折りの魔法空戦における英雄で、異端狩りとして名を馳せた経歴を持つ。
デメトリオ＝アリステイディス
天文学を担当する男性教師。オリバー達が討ち果たすべき魔人の一人。当代きっての英哲と称されるほどの賢者。
元々異端狩りとは正反対の「村付き」の魔法使いとして普通人の面倒を見て暮らしていたが、彼自身が招いた惨劇により異端との戦いに生涯を捧げる道に進むことになった。そのような過去から、魔法使いとしての使命を一際意識しているが、同時に村付き時代の経験から、生徒が怪我をした際には自ら率先して治療に加わる生徒想いな一面も持ち合わせる。
異端狩りとして最前線で数百年戦い抜いた経験から、魔法使いとしての実力は非常に高く、通常の一節呪文一つとってもキンバリーの上級生である同志らに一部すら相殺できないほどの威力を誇る。さらにデメトリオは通常呪文より遥かに強力な原始呪文（オリジン）を扱う資格を有しており、同志ら32人を同時に相手取って圧倒した。
原始呪文は我の強い魔法使いが再現することは困難を極めるとされていたが、東方思想の研究により無我の境地に至った。そして自身の魂が異端狩りの過酷な使命に対して悲鳴を上げ魂魄分裂を起こすことを逆に利用し、分かたれた魂を適当な肉体に移し使い魔として使役することで魂を「知」の側面と「無知」の側面に分けて扱うことによって原始呪文の根幹である「大いなる記録（グランドレコード）」へ到達した。
同士らの3人目の標的となり、迷宮第四層にて同士らの襲撃を受けるも原始呪文で圧倒し、全員戦闘不能にした後にオリバーの記憶を探って背後関係を知る。その後、自身の行為に端を発して不幸な人生を歩むことになったオリバーを幸福な夢の中で殺そうとするも、取り込んでいたユーリィの妨害にあって失敗し、原始呪文までも封じられ形勢が揺らいでいき、オリバーと魔剣による一騎打ちを行ったが、ユーリィがオリバーを援護したことによって敗北する。その後、オリバーの質問に答え、彼への謝罪としてユーリィに身体を明け渡して死亡した。
第五魔剣・『死せる胡蝶の夢（パピリオソムニア）』の使い手。
バルディア＝ムウェジカミィリ
病的なまでに青白い肌に、ひどく幼い顔立ちをした呪術を担当する女性教師。オリバー達が討ち果たすべき魔人の一人。解呪不能になった呪い「大禍(メイルシュトローム)」を最後に飲み干す存在であり、そうした世界の負債ともいえる呪いのうち数割を背負う、世界でいちばん穢れた魔女。解き放てば人類ごと滅ぼしかねないレベルの呪いをいくつも受け容れる彼女は、身に宿す呪いをこれ以上育てないように、肉体の時を進めることさえ禁じられている。キンバリー在籍時の先輩にあたるクロエへの拷問を嬉々として行ったように、性根から捻れ果てたような性格をしているが、強大な呪いを身に宿して未だ人の形を保てていること自体が奇跡である。それらの呪いが放置されていた場合の犠牲を考えると、彼女の存在自体が世界の救世主と呼んで差し支えないが、彼女がその在り方によって救ってきた者への言及は無きに等しく、あくまで己こそが怨嗟と絶望の化身であるかのように振る舞う。直弟子に当たるロンバルディは、そうした彼女を「かくも偉大にして不憫なる万禍の揺籠」と称した。
その身に宿す呪いのあまりの強大さから、当初オリバーたちキンバリー生は彼女に近寄られるだけで蟲の群を見た時に似た悪寒を感じ、黒い襤褸切れに身を包む彼女を得体の知れない闇のかたまりに見紛った。初回の授業では生徒の多くが嘔吐し、それ以降でも呪詛の伝染を防ぐため、自身や自身が触ったものへの接触や、自身と同じ空間への二時間以上の滞在を禁じている。
呪者としての本能で、才あるものを呪者の道に引きずり込もうとすることがある。その一方で、呪者になるということがどういうことかをこの世の誰よりも知る彼女は、相手がその気になった途端に相手を同じ冷たい地の底に降ろすことに怯んでしまう。そうした呪者としてでない言葉を語る時、彼女は笑みを取り繕うことすら出来ず、続く言葉を小さく弱々しい背中で語る。
バネッサとは同い年であり彼女のことを「バナちゃん」、学生時代の後輩にあたるガーランドのことは「ルゥ君」と愛称で呼ぶ。また、バネッサが暴走した際のストッパー役も担当している。
テッド＝ウィリアムズ
生前のダリウスの推薦により、彼の後任として錬金術の授業を担当することとなった教師。
キンバリーの教師の中では非常に珍しく平和的な授業を行っている。
ダリウスやガーランドとは同世代かつ友人関係である。
イコス＝リーカネン
校舎の図書室で司書を務めるややふくよかな体格の女性職員。
教師ではないため発言権は他の教職員に劣る。
ダヴィド＝ホルツヴァート
魔法植物学を担当する男性教師。
自身が管理する魔法植物の菜園を何よりも大事に思っている。
気難しい性格であり、自身の工房に他人を招くことは滅多にない。
ヒセラ＝ゾンネフェルト
キンバリーの校医。魔法医。
患者の苦痛を一切考えない荒々しい処置を行うが、生徒たちの千切れた手足や臓腸を数えきれないほど繋いできた実績を持つ。しかし、滅多なことでは医務室から出ることはなく、「医務室まで来れねえならそれがそいつの寿命」と述べる。

### その他
クロエ＝ハルフォード（Chloe Halford）
声 - 寺崎裕香
「双杖」の異名を持つ、史上最強、千年に一度の傑物とも謳われる異端狩りの魔女。 魔法界のパワーバランスに生じた特異点 。オリバーの母親。
学生時代から彼女の空気の読まなさには定評があり、キンバリーの教師や歴戦の異端狩りに対しても一切物怖じせずに絡んでいく傍若無人な性格の持ち主であり、自らの気持ちこそが世界の中心だと言い切る破天荒さにより彼女の周りでは衝突が絶えなかったが、同時にエドガーやエスメラルダなど、そんな彼女を慕う者も多かった。実際、彼女が隊長を務める異端狩りの隊は結成当初から自ら所属を志願した者しかおらず、彼らはどこまでも彼女に付いていくという覚悟を持ってその任にあたっていた。
第四魔剣・『奈落を渡る糸（アングスタヴィア）』の使い手であり、ガーランドでさえ一部を継承することしかできなかった彼女固有の剣技は基幹三流派のいずれからも異なる「クロエ流」と称された。また、剛鉄（アダマント）を一節呪文で切断する高い魔法技術も併せ持つ。それらは、長年異端狩りおよび教師として様々な魔法使いを見てきたエンリコをして「規格外」と評されるほど圧倒的であり、本人は占術が性に合わなかったが代わりに未来予知染みた直感も有する。しかし、これらの才能は完全に魂に依存した血や教育によって継承できない一代限りのものであり、彼女の息子であるオリバーでさえも魂魄融合無しに継承することはできなかった。
異端狩りを続けていく中で、無残に死にいく同僚の他、異端や異端の嫌疑をかけられた亜人種が有無を言わさず虐殺されていく現実を憂い、祖種との約束を果たすことで人間はおろか亜人種や異端たちまでも救うことを志した。しかし、それはエスメラルダら保守派の意見と致命的に食い違うものであった。彼女は裏切られ拷問の限りを尽くされた後、殺害され魂までも奪われた。しかし、その魂はエスメラルダでさえ奪いつくすことができないほど規格外であり、残りをオリバーが継承することとなる。オリバーが用いる魔剣を含む剣技は魂魄融合を用いて継承した魂から彼女の剣技を読み取って身につけたものも多い。また、オリバーの悲願である「優しいものが　優しいままで　いられるように」という願いも、「私たち全員が少しずつ優しくなる」という彼女が述べた世界を良くするための魔法を信じたが故のものである。そのような主義思想の在り方から本人は意図していなかったものの、周囲からは人権派の旗頭として扱われており、異端狩りだったことも相まって味方も敵も多かった。
エドガー＝グローヴズ
妻のクロエとは対照的な理論派の魔法使い。オリバーの父。
クロエが責め殺された日の夜、彼女の切迫した警告により息子のオリバーと共に母方の本家であるシャーウッド家に身を寄せた。やがてシャーウッド家の屋敷に幽霊になって現れたクロエにより彼女の死が判明し、その後オリバーに憑依したクロエの霊体をシャノンが読み取り、その際に彼女の凄惨な死を目の当たりにしたオリバーは復讐の道を歩むことになる。
祖種の血を永く受け継いできたシャーウッド家では血の散逸を塞ぎ、なおかつ血の純度を維持することが第一とされており、近親婚を繰り返してきた弊害で子供が出来辛い。
加えて祖種の血を受け継いでることは外部に秘匿されているため、シャーウッド家はかなり閉鎖的な環境となっている。
シャーウッド家当主は外部の血を取り入れたクロエとの仲が良くなかったことに加え、クロエが許可もなく取り入れた外の血であるエドガーに一片の好意も抱いていない。
彼が復讐の道を進むと決めた際に、あの家でシャーウッドの血を唯一引かない自分ができることが、オリバーに『あのクロエを殺せる領域の魔法使い』を討ち果たすための戦力を獲得させることであった。
オリバーが魔剣を習得後にシャーウッド家当主夫妻を殺害した際には、シャーウッド家の分家と連携して次期当主の算段を立てつつ、オリバーが新しいシャーウッド家に歓迎されるよう、夫妻の殺害の証拠を自身が殺害したように捏造し、オリバーとクロエに愛を伝えた後に、オリバーの前で自害した。
カレルヴォ＝アールト
カティの父親。がっしりした体格に立派な髭を蓄えた壮年の男性。
セオドールとは連合全体の会合で会ったことがある。
イェンナ＝アールト
カティの母親。天然の巻き毛や顔立ちからカティの面影がある。
カティが魔に呑まれかけていることを心から心配しており、そんなカティの在り方を肯定したオリバーに対して殺す気はなかったとはいえ杖を向けた。
ダリオ＝ロッシ
トゥリオ＝ロッシの兄。
ミシャクア＝マクファーレン
シェラの母親。エルフ。
高圧的で気難しい性格だが、自称する通り子供に甘く、子供を楽しませるために「人食いエルフ」の伝統行事を企画および討たれる側である人食いエルフ役で参加し、討たれる際にも演出重視で呪文を使わせている。また、子供扱いしているオリバーらと一日中遊ぶために他の予定を全てキャンセルするほど子供と向き合う時は誠実になる。
ダニエル＝ポロック
亜人種を対象とした人権運動を行っているフェザーストン魔術学舎の三年生。
ジェイコブ＝ラトランド
異端狩りの第六隊隊長の壮年の男。「静海」の二つ名を持つ。
海棲魔獣が死に際に引き起こした海抜200フィート超の大津波により一夜にして滅び去る運命にあった都市一つを、彼は自らが率いる部隊のみで守り切った。翌朝住民が見た嘘のように凪いだ海と、その上に立つ魔法使いの背中をして静けき海のラトランド──「静海」の異名の由来となった。
隊全体で十五体もの異界の神霊を相手取ったが、二体は仕留めたものの部隊は全滅し、自身も渡りに侵蝕されたため、クロエに介錯を頼み火葬呪文によって送られた。
エヴィト
聖光教団の導師（プリースト）の老人。大司祭の地位にあり『五角形（ペンタゴン）』の末席であり、ここ半世紀の間異端狩りの要注意（ブラック）リストに載り続けている。
五角棒の長杖を武器としており、律する天の下（ウラニスシャガ）の法に基づく秘蹟を扱う。その実力は六十年戦争の英雄であるトーリアとルルイムと互角以上で渡り合い、永久に乾く海綿（ウラニエ・スポンジ）を用いて普通人とオリバーらを含めて壊滅させかけた。
トーリア
連合南部のケンタウロスの種族代表を務めるケンタウロスの男性。
〈森守〉（フォレストガード）の名前で恐れられる六十年戦争の英雄だが、本人は人との交流の邪魔になっているため困っている。
ルルイム
連合南部のドワーフの種族代表を務めるドワーフの女性。
杖斧を武器に闘い、本気で戦う時は相棒であるトーリアの背中に騎乗する。
マルコ
声 - 杉崎亮
ミリガンにより知性を与えられたトロール。純血のガスニー種。
知性を与えられたことにより入学パレード時に脱走を試みて暴走したが、オリバーらの支援を受けたナナオによって鎮圧された。その後、ダリウスによって処分されそうになるが、カティが身をもって庇い、ミリガンがガーランドと交渉して正式に処分の延期を取り付けたため事なきを得る。
カティが献身的に世話をしたことにより人語を解し話せるようになり、後に彼女の使い魔となる。また、カティの友人ということでオリバーらも仲間だと認識している。彼女の使い魔になって以降は、迷宮に潜る際に彼女のボディガードとして活躍している。普段は迷宮第一層にある剣華団の供給工房に住んでおり、使い魔の契約を結んだカティの召喚魔法によって召喚される。
ライラ
カティが友好関係の構築に成功したグリフォン。彼女の使い魔。

## 用語
魔法使い
魔法を扱う人間の総称。「魔法族」と呼ばれることもある。これと区別する形で、魔法を扱えない人間を「普通人」「非魔法族」と呼ぶ。
魔法使いの両親を持つ子は才能の大小はあれど魔法使いだが、普通人の両親を持つ場合においても魔法使いの子が生まれるケースがある。
通常の人間より身体的に頑丈であり、頭と心臓さえ無事であれば死ぬことは少ない。また、極めて長寿であるが200年以上生きようとした場合、かつて神が定めた感情的な魔法則（ヒステリックセオリー）により、200歳の誕生日に命刈る者（リーパー）に命を狙われるため、その約八割が200歳の誕生日を超えられずに死亡する。なお、200歳の誕生日を生き抜いたとしても50年毎に命刈る者に狙われることになり、その数も一体ずつ増加していく。
また、魔法使いの比率は、人間全体に対して一定の割合に抑えられる世界律により、普通人をすべて魔法使いに置き換えようとする短絡的な発想は成り立たず、普通人も包括した社会を形成する必要がある。そのため神代の終わり以降異端と戦い世界の守り手となることこそが魔法使いに課された使命となっている。
自らの血を後世に伝えることが最重要の責務とされ、それと同時により優れた血を家系に取り入れることも重視されている。才能を持つ魔法使いはその対象になりやすいが、名家などの優れた血統に属する魔法使いは自身の家系が培ってきたものを漏洩させないために自身の血を決して安売りせず、場合によっては近親婚を繰り返してでも血の散逸を防ごうとする。そうした理由から名家に属する魔法使いとの間に子を成すことは容易ではない。そのため、ナナオやピートのような無名の家柄にありながら逸脱した能力や才能を持つ魔法使いは凡庸な魔法使いたちからアプローチされやすい。
普通人の共同体内で暮らす者を「町付き」ないし「村付き」と呼ぶ。魔法革命以前には、このような普通人に寄り添った生き方こそが魔法使いの伝統的な在り方だった。
魔に呑まれる
術式の暴走で再起不能になる、呼び出した何かに引きずり込まれ行方不明になる、発狂して殺戮に及ぼうとしたところを殺害されるといった、魔道探求の末路の総称。その全てに共通するのは、「何らかの『魔』に不可逆の形で存在を侵食される」こととされている。
全ての魔法使いにとって最大の恐怖だが、それだけ魔に近づいた証左でもあるため最も名誉な死に方ともされる。
魔に呑まれた者のもとには、その最後を看取る者が命を賭してでも向かうという慣習があり、その行いを指して「お迎え」と呼ぶ。
呪文
魔法を扱うにあたって魔法使いのイメージと魔法現象を繋ぐ架け橋となる文言、およびその文言によって発現する魔法。
長いほど強力な魔法となり、その長さは「○（漢数字）節呪文」と区別される。節の長さが一つ違うだけで魔法の効力には隔絶した差が生まれる。しかし、強力な分だけ魔力消費量は多く、身体への負担も大きいため身体が未成熟な一年生が二節呪文以上を行使するのは不可能であり行使できるようになるのは早くて二年生の後半からとされている。
呪文間には対抗属性が存在し、対抗属性の呪文を用いれば多少魔力出力に差があっても相殺することができる。
同じ呪文でもイメージが異なれば「______」の表記が異なる。
切断呪文（グラディオ）
主に「斬り断て」と表記される。
クロエ＝ハルフォードに固有するもの「鋼鉄（アダマンド）斬りの切断呪文」は極小（ミクロ）の領域で物質の結合を斬り断つことで実現している。なお、一節で鋼鉄（アダマンド）を切断することは普通不可能であり、彼女固有の技とされている。
火炎呪文（フランマ）
主に「火炎盛りて」と表記される。
火葬呪文（イグニス）
主に「焼いて浄めよ」と表記される。アルヴィン＝ゴッドフレイが得意とする。
炸裂呪文（フラルゴ）
主に「爆ぜて砕けよ」と表記される。
電撃呪文（トニトウルス）
主に「電光疾りて」と表記される。ミシェーラ＝マクファーレンやステイシー＝コーンウォリスが得意とする。
（テネプリス）
主に「夜闇包みて」と表記される。電撃呪文の対抗属性にあたる。
起風魔法（インペトウス）
主に「吹けよ疾風」と表記される。リチャード＝アンドリューが得意とする。
遮蔽呪文（クリペウス）
主に「仕切りて阻め」と表記される。
熟練した使い手であればイメージ次第で円柱などの特定の形をした遮蔽物を打ち立てることもできる。
硬直呪文（プロイベーレ）
主に「凝りて留まれ」と表記される。
物体に対して貫通力を持たない。起風魔法の対抗属性にあたる。
凍結呪文（フリグス）
主に「氷雪猛りて」と表記される。
治癒呪文（サナヴルネラ）
主に「繋がり治れ」と表記される。
デリケートな技術ゆえに習得難易度が高いことに加えて、繊細なコントロールが可能となる領域魔法の範囲内で施すのが一般的とされる。また、亜人種を治す場合はその生体構造を正確に把握する必要がある。
麻酔呪文（アルトムソムナム）
主に「眠りに落ちよ」と表記される。
麻痺呪文（インペデイエンドム）
主に「芯まで痺れよ」と表記される。
激痛呪文（ドロール）
主な表記はなく、与える痛みに応じて「圧され潰れろ」のように表記が変化する。
自分が感じたことがある痛みしか与えられない。
押し込み呪文（イクストルディートル）
主に「強く押されよ」と表記される。
拘束呪文（コリゲンシヨネム）
主に「固く縛れ」と表記される。
（ソリスルクス）
主に「灼き照らせ」と表記される。レオンシオ＝エチェバルリアが得意とする。
浮遊呪文（スーベルナーテ）
主に「浮き上がれ」と表記される。
減速呪文（エルレタダウス）
主に「勢い減しよ」と表記される。
魔法剣
呪文を唱えるよりも剣の方が速い間合いにおいて用いることを想定した、呪文未満の魔法行使（領域魔法）と剣術を組み合わせた技術体系。「ソードアーツ」とも呼ばれ、この間合いを「一足一杖（いっそくいちじょう）の間合い」と呼ぶ。
「杖剣（じょうけん）」と呼ばれる、13から22インチほどの短剣を使用する。この短剣を用いての魔法行使も可能であり、魔法行使専用の杖である「白杖（はくじょう）」とは状況によって使い分けられる。
剣は魔法を扱えない普通人の武器であるため魔法使いが剣を持つことは不名誉とされていたが、約四百年前の大歴1134年に呪文の早撃ちで名を馳せた大魔導士ウィルフ・バダウェルが普通人の剣士に斬り殺された事件に端を発して誕生した。
対普通人・魔法使いの護身術としての側面も強く、また魔法戦闘の実力が拮抗した者同士ほど決着の間合いが近距離に収束する傾向があるため魔法剣を扱えるのは大きなアドバンテージとなる。
その一方、普通人による被害が減った代わりに、剣を持っていく口実ができたことにより魔法使い同士の傷害事件が激増した。しかし、杖剣の有無による戦力の不均衡の問題により必要悪として定着してしまったため後戻りできなくなり現在に至っている。
伝統的な魔法使いの在り方を重んじる者たちからの批判は多く、呪文学の教師であるギルクリストは技術を修めて使い魔等を侍らせることで自衛を行えば剣を使う必要はないという持論を持つ。
基幹三流派
現在広く学ばれている魔法剣の流派であるラノフ流、リゼット流、クーツ流の三流派のことを言う。
ラノフ流
基幹三流派の中で、最も学ぶ者が多い。開祖はラノフ＝エヴァーツ。
領域魔法で自分のごく近い範囲の地面に干渉して足場を加工したり、相手を動きを読んで後の先（カウンター）を取るなど地に足着いた技を基本とする。また、本文で登場する領域魔法の名前はラノフ流で伝わる名前で書かれる。これはラノフ流において足場の加工が重要とされており、それらを総合した『地の型』が存在するからである。オリバーは正統なラノフ流の使い手であり、相手の攻撃を見切って後の先を取る「遭遇の瞬き（エンカウンター）」や「隠れる尻尾（ヒドゥンテイル）」を得意技とする。
リゼット流
刺突を主とした流派で、攻撃的な戦闘スタイルを持つ。開祖はリゼット=ラファルグ。
リゼット流奥義「閃の突駆（エタンセル）」の名が示す様に華麗な技が多く、雷属性や風属性などとの相性が良い。領域魔法は自身の動きを手助けすると言うより、刺突の威力をブーストするために使われる。オリバーの同学年ではミシェーラやリチャードが修めている。なお、リゼット流「勇の一突」は初心者が格上の意表を突く飛び込み技として有名で、本作でも登場回数が多い技である。
クーツ流
基幹三流派の中で最も使用者が少なく、また高い素養とセンスが必要とされる流派。難解な足運びと技術の繊細さを両立させ、一見するとあり得ない様な技を成立させている。
才能がある者も他流派の技術を取り入れて修練する場合がほとんどで、純粋なクーツ流の使い手は非常に少ない。俗説では千人に一人とも言われている。その希少性より、クーツ流以外の技術を頑なに排した魔法剣士を「純粋クーツ（ピュアクーツ）」と呼ぶ。オリバーの同学年ではヴァロアやロッシが修めている。その中でも、ユルシュル＝ヴァロアは「純粋クーツ」にあたる。
ヴァロワが持ちいるクーツ流においては、足運びは地面を滑るように動く「氷面歩き（アイスウォーク）」が基本。主に慣性を利用し、地面の摩擦を減らしながら移動する。地面の摩擦が少ない場合、地面と靴底の属性を反発させる「反発属性」を使い、無挙動で動くことも可能。これを「浮動」という。
またこの浮動は速度を出すためではなく、動きを理解させないために減速として使われている。この浮動を加速に振り切ったものがリゼット流奥義の「閃の突駆」である。
クーツ流の代表的な技として「引の転回（トゥーロ）」と「切り流し」が挙げられる。
「引の転回」は相手の攻撃を受けた瞬間に独楽（コマ）の様に回転し反撃する応じ技。地上で成立させるには極端に摩擦を減らした足場が前提になる。そのため、箒競技での空中戦に用いられることもある。
「切り流し」は反発属性を用いて、迫る呪文のベクトルを変えながら自身の被弾を避ける技。これにより、呪文を唱えずとも相手の攻撃を躱すことができる。
領域魔法
魔法剣の発祥に伴い編み出された呪文未満の魔法行使。
魔法使いが普通人と異なる点に、『自己』の認識が大きく違うことが挙げられる。魔法使いには『領域』が存在し、自分のごく近い空間を含めて『自己』と認識する。この自己領域内では領域魔法の行使が可能。
『領域』で起こることは自分の中で起こることと等しいので、五感を介さずとも認識が可能である。また、この精度は素養と訓練によって鍛えることができ、クロエ程の達人になると背後に落ちる雨粒の数さえ数えられる。
基本は杖を持った状態でないと領域魔法は行使できない。例外的に、壁面歩行や水上歩行などは杖なしでも可能である。
魔法剣が生み出されるまではコントロールが難しい割に習熟したところで使い所が無いと見向きもされなかった分野であり、基本的に魔法剣で剣技と組み合わせて使われる。その種類は非常に多様で、「眩む鬼光（フラッシュウイブス）」などの目眩ましや「重たき羽毛（ヘビーフェザー）」などのフェイントに留まらず、足場を加工する「沈む墓石（グレイブソイル）」や「躓く墓石（グレイブストーン）」、果ては一つの属性に卓越していないと使えないものまで存在する。
領域魔法の他にも魔法使いは普通人と比べてより強力に自己を掌握でき、体内を流れる魔力を上手く運用することで身体機能の強化や重心制御が可能であり、これらの習熟度も決闘や迷宮での立ち回りに大きく影響する。
魔剣
一足一杖の間合いにある敵をいかなる抵抗も許さずに必ず斬り伏せる術理の総称。魔法剣の誕生から約四百年に渡り多くの流派が興亡する過程にて深められていった術理の中で生み出されてきた。
魔法剣の黎明期では頻繁に増減し、現在でも新たな魔剣を提唱する者は後を絶たないが、存在するとされる魔剣はここ二百年の間は六つを維持したままであり、ナナオによって七つ目の魔剣が生み出された。
使用者にとっては秘奥に当たるものであるため術理の詳細が公にされることはなく、自身が使用者であることを誇示しないため使用者が明かされることも少なく、実在を疑う声さえある。キンバリーにて魔法剣を教えているガーランドでさえ、自身が魔剣を使用できるか否かや魔剣の使用者を特定するような質問に対しては「答えられない」という回答しか持ち合わせていない。
魔剣の使い手同士は本気で立ち会った際に魔剣の使用をまたずに互いに魔剣の使い手であることに気づくという一種の予兆じみた直感が存在し、それを魔剣同機の法則（グランドアーツ・シンクロニシティ）と呼ぶ。オリバーがナナオと初めて立ち会った際に抱いた戦慄はこれが原因である。
第二魔剣・『己へと奔る影（クーレウンブラ）』
使用者：セオドール＝マクファーレン
領域魔法により自身の存在率の五割余りを前方へ移動させ、それを強引に合流させようとする世界の修正力を完全に制御して剣の一撃に乗せる魔剣。
制御下に置く世界の修正力は膨大なエネルギーであり、命中個所が粒子となって消し飛ぶほどの威力を持つ。
第四魔剣・『奈落を渡る糸（アングスタヴィア）』
使用者：オリバー＝ホーン
無数の可能性を持つ未来の一つを観測（予知）することにより、その観測した未来へ向かって現在を収束させる魔剣。
彼我に隔絶した実力差があったとしても万に一つでも勝利する可能性があれば、それを観測することにより必ず勝利することができる。
極度の集中を必要とし、発動には心身を戦闘に向けて整えておく必要があるため戦意を隠すことができず奇襲には向かない。
エスメラルダらの間では元の使い手であるクロエの命と共に七年前に失われたとされていたが、その息子であるオリバーによって極秘裏に継承されていた。しかし、彼は正当な使い手ではなく預かっている状態に近いため、その使用には莫大な肉体的負荷が伴い、一度使用するだけでも両目・鼻・耳から大量に出血し、連続で3回以上使うと死の危険がある。
第五魔剣・『死せる胡蝶の夢（パピリオソムニア）』
使用者：デメトリオ＝アリステイディス
現在公になっている六つの魔剣の中で、唯一東方の魔法使いが考案した魔剣。中つ国の寓話「胡蝶の夢」になぞらえて名付けられた。
一手の間違いが死に繋がる魔法剣の間合いにおいて両者は極限の集中をもって太刀打ちに臨むが、その攻防において互いの自己領域での攻防とイコールであり視覚情報などの感覚器に頼らずに相手を「直接」感じ取った上で読み合いと駆け引きに没頭する極限の心理状態に陥る。そのような極限状態へ相手を過剰に誘導し、相手の「斬った」「斬られた」の境目を認知から喪失させ、相手だけが斬られる結末へ攻防を無意識に選択させることによって勝利する。その性質上、未来の選択を行う必要のある『奈落を渡る糸』の天敵にあたり、オリバーはユーリィの支援無しでは突破できなかった。
ルーサーとセオドールはデメトリオが使用者であることを知っている。
第七魔剣　名称無し
使用者：ナナオ＝ヒビヤ
時空ごと斬ることにより、対象が一足一杖の間合いに入った瞬間に光速より速く斬り伏せる魔剣。
ナナオがミリガンの魔眼を攻略しようと光より速い一刀を求めたことによって生まれたが、あくまで同じ魔剣の使い手としてのオリバーの直観のみが判断材料であり、また彼の計らいにより秘匿されている。そのため、名称が存在しない。また、使い手であるナナオ自身にも術理が理解できておらずミリガンとの一戦以降再現できていない。
絶界詠唱（グランドアリア）
現実そのものを塗り潰す形で「絶界」と呼ばれる異空間を展開する詠唱。単に「絶唱」とも呼ばれる。ひとつの魔道を極めた者が至る魔法使いの到達点。
歴史のある家系の末裔か、条理を超えて隔絶した個にのみ到達可能な魔法使いとして至上の姿であり、魔に呑まれてさえ絶唱に至るものは非常に稀とされる。なお、継承が可能であり、継承したものを行使する分にはキンバリー最上級生の上澄みレベルであれば可能である。
通常の呪文が数節程度の長さなのに対して、絶唱は詩や歌に等しい長さと意味をもって紡がれる。その効力も凄まじく、世界の中で魔法現象を起こすだけの呪文とは異なり、これによって展開された空間は外界とは隔絶され術者の敷いた新たな法が支配する別世界となる。その性質は自身を神に据えた異界に近く、絶界内部であれば世界律によって禁じられている死者の蘇生行為でさえ一時的に可能となる。
内部に囚われた者は術者本人が術式を解くか死なない限りは脱出できず侵入も困難を極めるが、基本的に短時間しか維持できず、さらに強力かつ完全な対抗属性をもってすれば相殺できる。
絶界が崩壊する際には徐々に空間へ亀裂が入っていき、それが世界全体へ行き渡ったところで眩い光をもって完全に崩壊する。崩壊後は、内部に取り込まれていた者は絶界内でいくら移動しようと取り込まれた時点の位置に戻される。
呪い
非物質的な繋がりを媒介にして感染する「病気」に近いもの。「呪詛」とも呼ばれる。これを扱う魔法分野である「呪術」は、数ある魔法分野の中でも極めて扱いが危険な技術の一つとされている。
関係の質や強さによってかけられる呪いの種類は変化する。傾向として、強固かつ密接かつ閉鎖的な関係ほど呪いは生まれやすい。そのため、環境を選んだ後に段階を踏んで大きく育てて対象に向けて解き放つことが、強大な呪術を行使する際の基本的な段取りとなる。呪いは他者との関係性があってこそ生まれるものであるため、然るべき相手を選び然るべき段取りを踏むことにより他へ移すことができ、根本的な解決にはならないものの、解呪における一時しのぎになる。また、大きく育ち過ぎた呪いは誰にも解けなくなるため、適切な器を見繕いそこへ移して封じ込める以外に対処できなくなる。そのような制御が不可能となった呪いを「大禍（メイルシュトローム）」と呼ぶ。
解呪しない限り総量が減ることはなく、自身を殺傷した相手などに移って蓄積されていく。これを「呪詛保存則」ないし「蟲毒の法則」と呼ぶ。
魂魄融合（ソウルマージ）
他者の魂を自身の魂に溶け込ませることによってその性質や経験を取得する技術。祖種の血に由来し、シャノンのように祖種の血を濃く受け継いでいる者にしか使用できない。
魂を直接観測する手段が皆無に等しく魂魄学が未発達であることから、証明は不可能に等しく、博識なエンリコであっても概念を知るのみである。
他者の魂を我がものとする業自体、歴史上たった二種の亜人種のみが成し得たとされる難行である。そして人間（特に魔法使い）の場合は特に亜人種と比べて個が強い生き物であり、その魂は異物の流入を直接受け入れるようにはできていない。よって魂同士を融け合わせるストレスは常軌を逸しており、本質的に魔法使いに向いてないため、魔法使いが行おうとする場合、心身を極限状態に置くことにより異物を排除しようとする魂の抵抗作用を弱めるか、取り込んだ魂を屈服させる必要がある。肉体の素養が溶け込ませた魂の才能に追いついていない場合、動くたびに身体が崩壊していき、クロエのような規格外の魂だった場合は全身が爆発する。また、長時間ないし高頻度の魂魄融合は魂の変質を引き起こして人格に不可逆の影響を及ぼすだけでなく、肉体（筋骨・臓器・魔力流等）も少なからず変異させる。
詠唱は「ふたつの魂よ（ドウエデトローニ）　融けてゆけ（ミーシェ）　混ざりゆけ（ミーシェ）」。
原始呪文（オリジン）
神代の昔、亜人種の祖の中でもごく限られた立場の者だけが教えられ、それが必要とされた状況下でのみ厳正なる行使を許された「世界を動かす」言葉、およびそれによって起きる現象のこと。
呪文とは元来、「神」の権能であった力持つ音の並びであり、通常の呪文は伝達の過程で劣化を繰り返したことで限られた力しか持たない。しかし、原始呪文の持つ効果は通常のそれとは比較にならない。同志達に対してデメトリオが使用した際には、一切の魔力を消費することなく通常呪文の一説相当の詠唱で同志らの三節呪文を大きく越える効果を生んだ。
世界と繋がった者でしか扱えず、今の人間では発音することも聞き取ることさえも適わないまさしく神秘の原型たる原始呪文を現代の魔法使いが行使するには、神が死した後に遺した膨大な知恵の蔵「大いなる記録（グランドレコード）」に至らなければならない。しかしそのためには、かつて祖種がそうであったように、自我というものを殆ど持たず、自らを神から伸びる触手の一つで、世界の一部分であると捉えられるほどの純粋さが必要であった。それは不純物に満ちる現代で、我の強い魔法使いが再現することは困難を極めるとされていた。
一方、通常呪文には存在しない幾つかの弱点が存在する。一つ目は効果が大味になりやすい点である。原始呪文は字義通り「原始的な」命令しかできないため、通常の呪文のような精度は期待できない。二つ目は動かされる世界の側に限界が生じるという点である。天変地異に等しい規模の変動を立て続けに世界に強いることは不可能であり、大威力の連続詠唱は最高で3回まで、さらに連続で詠唱するたびに原始呪文の威力は落ちていく。ただし、これらに必要な「間」は決して長くない。三つ目は詠唱の索引が存在しない点である。大いなる記録の情報は人間とは精神構造からして異なる「神」のための知恵の蔵であり、どのページを開けば欲する情報が書いてあるのかさえ分からず、デメトリオでさえその一部にしか辿り着けていない。また、世界と接続した認知及び世界観がベースであるため、原始呪文を他者に伝えることは限りなく難しいとされる。四つ目は呪詛に対処法がない点である。呪詛は神代の終わりと同時に生じたものであり、神代の御業たる原始呪文に呪詛への対処は決して含まれない。ただしこれに関しても、空間とつながった状態である原始呪文の使用者への効果は小さく、「大禍（メイルシュトローム）」に等しい規模で呪わなければ意味は薄い。
感情的な魔法則（ヒステリックセオリー）
かつて神が定めた魔法使いが特定の世界律（ルール）を侵した場合に働く、明らかに過剰な修正力の俗称。
無垢の純白（イノセントカラー）
体内における魔力循環の力強さと滞りなく魔素を流す水晶じみた髪質を兼ね備えた魔法使いにのみ見られる極めて稀有な特異体質。
両極往来者（リバーシ）と同様に、魔法使いとしての高い素質を明確に保証する体質でもある。
両極往来者（リバーシ）
外界からの影響によって性別が反転する、魔法界全体でも稀な特異体質。
自己調律を覚えるまでは意図せず性別が反転する。
男性体と女性体で得意とする属性が異なる、女性体の場合は子宮の貯蔵魔力を使用することができるなど、魔法使いにとっては才能の一種であり、歴史上の偉大な魔法使いには多くの両極往来者が名を連ねる。
発現率は低いが遺伝することが知られており、その血統の多くは外へ漏れないように囲われている。
箒
空を飛ぶ箒の形容をした魔法生物。ブルーム科ビソン属に分類される。
大昔にこの死骸を拾って掃除に使用したのが道具としての箒の始まりとされ、魔法使いが乗るようになったのはここ数千年の話であるが、生物ないし種としては十万年前の地層から化石が見つかるなど息が長い。
大気中の魔素や精霊を主食とし、空を飛びながらそれらを体内に取り込む食性を持ち、その性質は食事より呼吸に近いと評される。魔法使いから注がれる魔力がご馳走であり、魔法使いを乗せて飛ぶ方が速度が出るため共生関係を築いている。
生き物であるため乗り手との相性が存在し、特にご馳走であり燃料でもある魔力の質が重視される。ナナオのように魔力に癖が無く済んでいる者は好かれやすい。魔法使いが自身の箒を見つける行為を「箒合わせの儀」と呼ぶ。
これを駆って空を飛ぶ技術を「箒術」と呼び、この技術を競い合う競技の総称を「箒競技」と呼ぶ。。
キンバリー魔法学校
大英魔法国（イエルグランド）にある七年制の魔法学校。連合内に存在する魔法学校の頂点に君臨する。
宇野によれば「ある程度箱庭的な舞台ではあるが、この世界全体の縮図という感じで描いている」とのこと。
入学
基本的には15歳で入学することになるが、普通人家庭の出身の場合は諸事情で途中入学する者も多い。また、大英魔法国内に限らず世界中から優秀な人材を募っており、キンバリーの教員には特別推薦枠が与えられている。
卒業
卒業できるのは生徒の八割で、残りは死亡、再起不能、行方不明などの理由で卒業できない。オリバーらが入学してから進級するまでの1年間には全学年合わせて16名が死亡しているが、エスメラルダからは比較的少ない方だと評されている。なお、下級生を可能な限り死なせまいとするゴッドフレイらのような一部の上級生の尽力により、毎年の死者に含まれる下級生の割合は総じて低い数字に留まっている。
校風
自由主義および成果主義な実力重視の校風であることから「異端狩りの育成校」と揶揄されることが多く、教師陣も前線帰りの異端狩りが多い。また、その校風から生徒および教師ともに保守派が多い傾向にある。
身の安全より魔道の探求が優先される過酷な環境であるため、一年間生き抜いて進級できただけでも自ずと実力が付き、学年が一つ違うだけでも逸脱した経歴や才能といった要因が無ければ覆せないほどの実力差が生じる。特に、下級生（1〜3年生）と上級生（4〜7年生）の実力には隔絶した差が存在し、学年トップクラスの実力を持つオリバーやナナオでさえ上級生にはまず敵わない。
校舎
学び舎よりも城塞じみた外見であり、外壁の華美な装飾と天を衝くような尖塔の高さを持つ。
校内には大広間が少なくとも20以上、小部屋が300以上存在し、その数は日によって上限する上に、新たな部屋が発見されることも当たり前にある。また、外観上の大きさと内部の容積が明らかに一致していない。
建築者の直系の子孫でさえ分からない部分が多いほど詳細を説明することが困難な魔法建築であることから、校内の専門研究性の間でも意見が分かれ、「キンバリー構造学」という学問分野まで存在する。
巨大な迷宮に蓋をする形で建っており、キンバリーが「学園魔宮」と呼ばれる所以となっている。魔素が濃くなる夜の時間帯は、活動が活発化した迷宮との境目が曖昧となり、校舎の構造が変化して迷宮に迷い込んでしまう危険性がある。
学生寮
男女ごとに存在し、校舎からやや離れた位置に配置されている。
5階建てだが、2つの寮に1年生から5年生までの1000人以上が住んでいるほど大きい。また、6・7年生はその何割かが既に研究者の領域に踏み込んでいるため環境への気遣いから1年生から5年生が使用する寮とは別の場所に寮が用意されている。
基本的に二人部屋だが、両極往来者などの特別な事情があれば一人部屋が用意される。また、新入生の部屋決めは入学パーティの間に教師が調整するため、普通人家庭出身者や国外出身者の場合はパーティ中に仲良くしていた者と同室になることが多い。
生徒の出入りを把握するためにドアノブに疑似人格が与えられており、ドアノブに許可を取ることで寮のドアの鍵が開く。
男子寮と女子寮の間には大きな噴水を中心としていくつかの小噴水と長椅子の置かれた庭園が存在し、学年を超えた生徒同士の交流の場や恋人同士の待ち合わせの場などに利用されている。
迷宮
校舎内に存在する絵画や噴水などによって校舎（地上）と繋がっており、出入りする場合はそれらを用いることになる。しかし、必ずしも常に同じ場所に繋がっているとは限らない。
迷宮に潜る際には、5〜6人のパーティを組むことが推奨される。
住み着いている魔法生物以外に同じ生徒からも襲われかねない場所であり危険性が高いため、立ち入りを3年生以上に限定しようとする動きもあるが、反対が多く実現の目途は立っていない。
何らかの要因によって地形が破壊されたとしても自然と元の状態に戻ろうと働く力が存在し、「迷宮の恒常性（ホメオスタシス）」と呼ばれる。
「迷宮トレイルラン」という、迷宮に潜って帰還するまでの早さを競う競技が存在する。迷宮の構造への知識、速度を保ち続ける体力、遭遇するトラップや魔獣への対処などが高いレベルで要求される命懸けの総合競技であり、迷宮の探索に慣れた上級生の一部が好んで行い、そのタイムには公式のランキングが存在する。
迷宮にて行方不明となった場合、生存率が極端に低下する境界とされる8日経過後に教員らによる捜索が始まり、半年経過しても発見できなかった場合は死亡扱いとなる。
最初に探索を行ったのがキンバリーの創設者であり、上に校舎が建っている理由である。
第一層『静かの迷い路』
学校非公認の拠点が数多くひしめいている。剣華団の工房やオリバーら同士が集会場とするグウィンとシャノンの隠し工房はこの階層に存在する。
第二層『賑わいの森』
土と草の地面から木々が鬱蒼と生い茂り、その中に数えきれない魔法生物が生活する、生命の気配が色濃く感じられる階層。
一年生の段階でこの階層まで潜るのは自殺行為だと言われている。
第三層『瘴気の沼地』
大規模な沼地が一帯に広がる階層。沼そのものから有害な大気が生じ、一帯に漂っている。
第四層『深みの大図書館』
縦方向に果てしなく続く書棚の塔が聳え立つ階層。この階層へ踏み入ることができるか否かがキンバリーの生徒が上級生になる頃にぶつかる最大の壁の一つとなっている。
手前に存在する「図書館前広場」にてランダムに課される課題図書（魔法書の内容の部分再現）を突破することにより入ることができる。課題図書の突破は4年生時点のミリガンをして「危険すぎる」と言わせるほど難しい。
納められている書籍は一冊残らず禁書の部類であり、研究目的で上級生や教師が使用している。
翼人（ハーピー）が本の整理を担当し、命刈る者（リーパー）が図書館のルールを強制する。
元々は、神が人間に要望されて渋々作ったものであり、神霊である命刈る者が管理を行っているのもそれが理由である。しかし、当初の蔵書は神によって燃やされてしまっており、以降は人間らの著した書籍の保存場所という側面が強い。
外縁には人工太陽によって照らされ小人族が管理している菜園が広がっており、魔法薬の材料の多くを採取することができる。材料の品質も高いが、大量に採集しようとすると命刈る者に狙われる。
第五層とは計12本の「螺旋回廊」と呼ばれる、全長7マイル強のトンネルによって繋がっている。
貴重な図書が保存されている階層であるため他の階層よりも迷宮の恒常性が強く、属性に関係なく地形への魔法干渉は打ち消される。
第五層『火竜の峡谷』
起伏に富んだ岩場が深い谷を形成し、その合間を大量の竜が飛び交う階層。
生息している魔法生物は強力かつ好戦的な種が大半を占めるため、通り抜けるにはそれらに打ち勝つ戦力が必須となる。
300フィートを優に超える体躯を持ち魔法生態系の上位に位置する地竜「大地竜（リントヴルム）」が生息しており、生徒がこの階層を通過する際にはこの竜の目を如何にして盗むかに腐心することになる。
制服
灰色のシャツとその上に重ね着た黒いローブと、腰に差した白杖と杖剣を共通として、男子は紺色のズボン、女子はスカートを着用する。また、襟元にはネクタイを着用する。ローブの裏地とネクタイ・リボンは同じ色であり、進級するごとに異なる色の制服を着用する。
この辺りの校則は校風によりかなり緩く、ネクタイをリボンに変えたりローブのベルトを外したりするだけでなく、原型を留めない程まで改造した制服を着る上級生も多い。また、男子が女子の制服を着用することも許可されている。
生活
全寮制の学び舎であるため、生徒たちの生活の大部分は校内で賄えるようになっている。そのため、学生側が日々を過ごす上で不自由することは殆どない。
授業
決まった座席はなく、授業に応じて該当する教室や施設に移動する形式を取っている。
7年間全員が同じ授業を受講するわけではなく、一年生の時点で選択科目が存在する。
科目は、魔道工学、魔法生物学、魔法剣、箒術、呪文学、天文学、錬金術、呪術と多岐にわたる。
五年前から激痛呪文による指導が禁止されている。
魔道工学
魔法道具や魔法建築の製作に繋がる様々な理論や技術を学ぶ授業。入学から半年経過した時点で新たに課される。担当教諭はエンリコ＝フェルギェーリだったが、彼がオリバーにより殺害されたため、事前に彼が用意していたダミーゴーレムが後任となった。
主に既存の魔法道具や魔法建築に対する逆行工学的手法（リバースエンジニアリング）が取られる。
魔法生物学
資源としての魔法生物を取り扱う授業。担当教諭はバネッサ＝オールディス。
取り扱う対象としては、人間および人権が認められた亜人種以外の全魔法生物が含まれる。
魔法剣
魔法剣の技術を学ぶ授業。師範はルーサー＝ガーランド。
キンバリーの教師の殆どは魔法剣の達人であるが、その師範には抜きんでた使い手が就く。
一年生時から最低四年間、最長七年間受講することになる。
箒術
箒術について学ぶ授業。入学から半年経過した時点で新たに課される。担当教師はダスティン＝ヘッジス。
初回の授業では「箒合わせの儀」を行う。
呪文学
呪文について学ぶ授業。担当教諭はフランシス＝ギルクリスト。
天文学
星辰（異界）の位置関係から世界への影響と将来に起こりうる出来事などを推測する技術を学ぶ授業。二年生から新たに課される。担当教諭はデメトリオ＝アリステイディス。
錬金術
錬金術について学ぶ授業。担当教諭はダリウス＝グレンヴィルだったが、彼がオリバーにより殺害されたため、セオドールなどの臨時講師で年度明けまで繋いだ後に後任としてテッド＝ウィリアムズが正式に就いた。
錬金術の技術を実用的な形で応用する魔法薬の作成を主としている。
呪術
呪術について学ぶ授業。二年生から新たに課される。担当教諭はバルディア＝ムウェジカミィリ。
食事
休日を除いて校舎の中で取ることとなり、規則上は三つある大食堂の中から好きな場所を選ぶことになる。しかし、暗黙のルールが存在し、一年生から三年生の間は最も低層に位置する「友誼の間」を使うことが多い。他には上級生が主に利用する「討議の間」が存在する。
提供される料理のバリエーションは数えきれないほどあり、頼めば食事を包んでもらってテイクアウトすることもできる。
性事情
卒業までに八割の生徒が性交を経験する。
三年生からは正式に生徒の妊娠と出産が許可されており、度々妊娠中の上級生を廊下で見かけるほど、学校側も多くの便宜を図って推奨している。在学中に子を成す予定でいる生徒へ「四年生になるまでに誰かと経験はしておけ」という助言も存在する。
合同葬儀
毎年行われる、校内や迷宮で死亡した生徒の葬儀。
死後の安息や魂の救済を願うには魔法使いの生き方は相応しくないとして、聖句や経文は存在しない。
会場前方の祭壇に棺が置かれているが、遺体が収まっているものは半数に満たず、身体が残らなかった、ないし回収できなかった者は代わりに遺品が納められている。また、棺は色鮮やかな献花によって彩られる。
年に生徒から一人も死者が出なければ行われることはないが、そのようなことはキンバリーの歴史において存在しないとされる。
新聞
生徒が発行する複数の新聞と、同数の新聞部が存在する。その中でもキンバリー第三新聞部は、記事の正確性はともかくとして権力に阿ることのない、百二十年の歴史を持つ三流ゴシップ紙である。
決闘リーグ
定期的に開催される魔法戦闘の公式腕比べ。教師陣の趣向や思惑により頻繁にルールが変更される。
個人戦と団体戦が存在するが、例年総括選挙前に開催される場合は学生総括の立候補者へ個としての実力を示す機会を与えるために個人戦が多い。オリバーらが3年生時の統括選挙直前に開催されたリーグは、1年生以外は出場可能な3人一組で隊を構成する団体戦であり、学年間による実力差を埋めるために下級生（2・3年生）の部・上級生（4・5年生）の部・最上級生（6・7年生）の部と分かれており、さらに同じ部内でも上の学年には一定のハンデが設けられている。また、白杖と杖剣を除く、肉体と有機的に接続していない道具の持ち込みは禁止されている。
生徒会（スクールフォース）
生徒を監督する学校公認の組織。校舎四階の会議室を本部としている。
組織の性質上、学校側からの支援や報酬はない。その代わり、有望な生徒を勧誘する際の交渉材料として、生徒会に属する生徒たちの間で研究成果の一部を共有している。同じような習慣は他の集団にもあるが、組織の規模が校内屈指であるためその母数の多さから他より恩恵は大きい。
人員が少ないわけではないが人数に対して校内で発生するトラブルが多すぎるため対応しきれておらず、迷宮への立ち入りを三年生以上に限定し生徒間の衝突を減らすために監視の目を設けることによって解決しようと考えている。
3年に一度の総括選挙によりトップとなる学生総括を選び、選ばれた学生総括には生徒会の編成が一任される。選挙という選出形式から学生総括になる生徒の大半は多数の支持者を有しており、生徒会の前身となる集団を元から率いている。また、学生総括の任期は三年であり、その間に本人が卒業する場合、後任を後輩から自由に指名して残りの任期を引き継ぐことができる。そのため、四〜六年生であれば誰でも総括選挙へ立候補自体は行うことができる。
ガラテア
キンバリーを東進し山を2つ超えた場所にある、キンバリーの最寄り街。キンバリーの学生が羽目を外すために訪れることが多い。
空は格子状の天蓋によって区切られ、その下には街並みが広がり、町沿いには大小様々な家屋と店舗が立ち並び、一部の店は天蓋の枠から蓑虫のように糸によって空中に吊られている。また、光で道が引かれた上空には数えきれないほどの箒と絨毯が生き交い、人と荷物がせわしなく天地を行き来している。
事実上のキンバリーを中心とする学園都市であり、キンバリーという魔法学校の存在により様々な恩恵を受けており、住人もキンバリー関係者に対して概ね好意的である。
フェザーストン魔術学舎
ガラテアから南西にある魔法学校。キンバリーとは対照的に理性と友好を重んじる校風で知られている。
現校長が人権派であることからも、キンバリー生との仲は非常に悪い。
東方（エイジア）
連合（ユニオン）の遥か遠くに位置する地域。
連合の諸国家とは正式な国交が無いに等しく、少数の交易船や物好きな冒険家が持ち帰る断片的な情報でのみ存在が知られている。そのため、象国（インダス）・中つ国（チェナ）・日の国（ヤマツ）などの国を一緒くたにした名称として定着している。
異界
オリバーらのいる世界とは異なる物理や法則によって営まれる別世界。
作中世界において、「神」によって配置された太陽と月以外の夜空に輝く星々すべてが異界に相当し、明るい星ほど「距離（レンジ）」が近い。異界にはそれぞれの環境や生態系があり、場合によっては知的生命の下に育まれた文化も存在する。
その多くは世界ごとに存在する「神」によって営まれている。しかし、オリバーらの世界のように何らかの要因により神が存在しない世界もあり「無神界」と呼ばれている。無神界では世界を営む律法の権限が分散しており、魔法という神の権能を扱う魔法使いはその一端である。
異界の中でも、特に距離が近く一定の周期で作中世界に繋がりうる8つの星々である「薫る水の畔（マルキュリアス）」、「物思う金の山々（ヴィナスゴルン）」、「蝕む火焔の炉（ルフトマーズ）」、「驕れる緑の庭（ハディアユピトル）」、「獣の大地（ガノサタン）」、「律する天の下（ウラニスシャガ）」、「腐れた海の底（エイリオネプチュ）」、「冥王の孤独（ヴァナトー）」は警戒の対象となっている。
そして、世界律の強制など、神によって何らかの役割をもって世界に配置されている存在を「神霊」と呼ぶ。生と死の秩序を司る命刈る者（リーパー）がその一種であり、神が存在しなくなっても消滅することはなく、自身の配置された世界であれば不滅である。
蝕む火焔の炉（ルフトマーズ）
水の代わりに火が満ちているような異界。
最初から元素（エレメント）が少ない世界であり、その空白を火が埋めようとした結果、炎そのものが進化を遂げ、火の精霊だけで数多の種類が存在するほどの多様化している。また、それを基盤にした生態系も築かれており、渡りの例としては不死鳥（フェニックス）が有名とされる。
律する天の下（ウラニスシャガ）
生物・無生物問わず、幾何学的に完全なものだけが存在する異界。
地均柱精（タンバーピアラ）という先兵により、一帯の大地を完全に均質な平面に加工する。そこに長期的な計画や侵略への展望は存在せず、呼吸ないし本能も同然に侵略を行う。
カティは地均柱精を通してこの異界に存在する神の声（悲鳴）を聞くことに成功している。
薫る水の畔（マルキュリアス）
生息する知的種族に関して多くの知見が得られており、過去の一時期には外交関係の設立まで検討されていた。
冥王の孤独（ヴァナトー）
オリバーらのいる世界と近づく回数が最も少ない異界。紫と黒が斑に入り混じる外見をしている。
距離が繋がりうる8つの異界の中でも特に遠いため空気の綺麗な高地でなければ鮮明に観測できない。
生息する生物に別環境への適応能力が殆ど存在しないため、稀にやってくる渡りも殆ど定着せず死亡する。
腐れた海の底（エイリオネプチュ）
腐敗による万物の合一という形で侵略を行う。
渡り
異界から訪れる生物。
全く異なる系統樹から侵入してくるため生態系に多大な影響を与えるが、それも込みで生態系は発展してきており、現在よく知られた魔法生物の中にも祖先を異界に持つものも多いが、異なる世界からやってきているため本来の力を発揮することはできず、侵入先の世界を滅ぼすようなことはまず起こらないとされる。
渡りの中でも特定の意図を持ってやってきた異界の神々の斥候を「使徒」と呼ぶ。神の本気度によっては使徒として神霊が送り込まれることもあり、その対処に誤りは許されない。
異端（グノーシス）
使徒の布教により、異界の教理に心を絡め取られ、異界の神々の走狗になった者の総称。
一般に「布教」の対象となるのは知性を持った人間や亜人種である。魔法社会は魔道の探究を第一にしており、基本的に福祉などの優先度は低く、貧困層の窮状が放置されることも多い。その放浪の末に異端の集団に流れ着くのは典型的な異端化のパターンの一つであり、異端は「見捨てられた人々」を吸収して勢力を拡大していく。
異端たちの最終目標は自らが信仰する異界の神を自身の世界へ呼び込むことであり、一度神の侵略を許せば、元来の秩序と律法は破壊し尽くされ、異界の神の敷く法の下で世界そのものを造り直される。実際、異端の祈りが結実し、降り立った神に世界が滅ぼされかけたケースは両手の指では足りないとされる。
そのため、世界の破滅を阻止するには一切の妥協や譲歩なく異端を駆逐する必要がある。その役目を担っているのが魔法使いであり、魔法使いの歴史と異端との戦いの歴史は同義である。また、この戦いに直接当たる武闘派の魔法使いを「異端狩り（グノーシスハンター）」と呼ぶ。
異質な詠唱を用いることにより、自身が信仰する異界の秘蹟を用いることができる。
聖光教団
数ある異端集団の中でも最大級の規模を誇る組織。
亜人種
魔法生物学で30万年前に人類と同一種だったとされる生き物のこと。人権が認められているエルフ、ドワーフ、ケンタウロスの三種の他、トロール、コボルド、セイレーン、ゴブリン、ハーピー、小人族などがいる。
祖種
オリバーらのいる世界におけるはじまりの人類。
自我という概念がないか、あったとしても極めて薄く、自身を神から伸びる触覚の一本、あるいは世界の一部分と捉えていた。しかし、エルフ、ドワーフ、ケンタウロス、人間と分化していくと同時に強固な自我に目覚め、神にその在り方を嫌われるようになった。
大いなる記録（グランドレコード）へアクセスするためのアプローチの代表的なものとして祖種の血の復活があったが、同じメゾットに基づく他の絶滅種の再生において一定の成功例があるのみで、結果的に失敗している。
魂魄融合のように魂へ干渉する異能を持つ。
剣花団
オリバー・ナナオ・シェラ・カティ・ガイ・ピートの6名の集まりに付けた名前。
カティ誘拐の件の謝罪としてミリガンから譲り受けた迷宮第一層にある工房を本拠地ないし秘密基地としている。
ナナオの故郷にて武人が友誼を表すために剣を重ね合わせることによって形作られる花の形を「剣花」と呼んでいたことに由来し、ナナオが提案し満場一致によって決定した。
オリバーの不調を快復させるために鬼ごっこをやって以降はより友愛が深まり、集まり内ではハグが日常的に行われるようになった。
同志
オリバーを主とし、クロエを裏切り殺害したエスメラルダらに復讐を果たすことを目的としている集団。固有の名称はなく単に「同志」と呼称されている。
ワーレンピークの悲劇
5年前に発生した、野生のグリフォンが人里から子供を攫った獣害事件。
グリフォンが仕留められるまでに何人も犠牲となり、攫われた19人の子供の内、17人が食い殺された。この事件の生存者である2人がディーンとピーターである。
事件の概要は新聞によって周知されている。
六十年戦争
歴史的にも有名なケンタウロスの反乱。

## 作風・制作背景
宇野の前作『ねじ巻き精霊戦記 天鏡のアルデラミン』（以下『アルデラミン』）の完結と同時に予告され、『ねじ巻き精霊戦記 天鏡のアルデラミン』最終巻の巻末には、本作の試し読みが掲載された。宇野は『アルデラミン』の中盤を執筆していた頃から既に本作の構想を考えていた。宇野は「『アルデラミン』は戦記もので舞台が転々とすることから人間関係の描き方が制限されていた。しかし、一つの場をベースとすればそこにいる人々の関係性をじっくりと固めつつ、さらに拡張することができる。また、先輩、後輩、教師という立体感のある人間関係も描きたかった」と述べている。
宇野は「一定のルールや制約の中でどう戦うか、どう立ち回るか、そういう術理を組み立てることを大事にしている」と述べており、こういったこだわりは「ニトロプラス」の作品から大きな影響を受けたことによるものであるという。また、本作の生態系の描き方や魔剣のロジックなどのSF的な要素は小川一水の作品（『天冥の標』、『復活の地』など）から影響を受けたという。また、内容的には「児童文学じゃないハリー・ポッター」とも述べている。
物語の作り方について宇野は、まずプロットを考え始めた当初から「魔法学校」と「東方からやってきたサムライ少女」が念頭にあり、主人公については前述のサムライ少女と対比させる意味で「地元出身の少年」になったという。また、キャラクター設定に関しては「どのようなキャラクターなら相性がいいのか、どのような組み合わせなら面白いのか」を逆算的に考えながら作っているという。
剣戟描写を書く上でこだわった点として宇野は「一から十まで伝えようとするのではなく迫力と面白さを伝えること」を挙げており、「究極的にはどういうことが起こっているのかを全て理解する必要はなく、読んでいて「とても面白い」と思ってもらえればそれでいい。例えば『魔剣を書くシーンでは、時空ごとぶった切るような感覚的にわかる部分を全面に押し出し、そこに説得力を持たせられるようにロジックで補強する』というように書いている」と述べている。

## 既刊一覧

### 小説
- 宇野朴人（著）・ミユキルリア（イラスト） KADOKAWA〈電撃文庫〉、既刊16巻（2025年8月8日現在）
  - 『七つの魔剣が支配する』、2018年9月7日初版発行（同日発売[24]）、ISBN 978-4-04-893964-5
  - 『七つの魔剣が支配するII』、2019年1月10日初版発行（同日発売[25]）、ISBN 978-4-04-912261-9
  - 『七つの魔剣が支配するIII』、2019年5月10日初版発行（同日発売[26]）、ISBN 978-4-04-912513-9
  - 『七つの魔剣が支配するIV』、2019年10月10日初版発行（同日発売[27]）、ISBN 978-4-04-912789-8
  - 『七つの魔剣が支配するV』、2020年2月7日初版発行（同日発売[28]）、ISBN 978-4-04-913072-0
  - 『七つの魔剣が支配するVI』、2020年7月10日初版発行（同日発売[29]）、ISBN 978-4-04-913255-7
  - 『七つの魔剣が支配するVII』、2021年6月10日初版発行（同日発売[30]）、ISBN 978-4-04-913530-5
  - 『七つの魔剣が支配するVIII』、2021年9月10日初版発行（同日発売[31]）、ISBN 978-4-04-913934-1
  - 『七つの魔剣が支配するIX』、2022年3月10日初版発行（同日発売[32]）、ISBN 978-4-04-914213-6
  - 『七つの魔剣が支配するX』、2022年9月10日初版発行（9月9日発売[33]）、ISBN 978-4-04-914531-1
  - 『七つの魔剣が支配するXI』、2023年3月10日初版発行（同日発売[34]）、ISBN 978-4-04-914934-0
  - 『七つの魔剣が支配する Side of Fire 煉獄の記』、2023年3月10日初版発行（同日発売[35]）、ISBN 978-4-04-914935-7
  - 『七つの魔剣が支配するXII』、2023年7月10日初版発行（7月7日発売[36]）、ISBN 978-4-04-915077-3
  - 『七つの魔剣が支配するXIII』、2023年12月8日発売[37]、ISBN 978-4-04-915276-0
  - 『七つの魔剣が支配するXIV』、2025年2月7日発売[38]、ISBN 978-4-04-915790-1
  - 『七つの魔剣が支配するXV』、2025年8月8日発売[39]、ISBN 978-4-04-916464-0

### 漫画
- 宇野朴人（原作）・ミユキルリア（キャラクター原案）・えすのサカエ（漫画） 『七つの魔剣が支配する』 KADOKAWA〈角川コミックス・エース〉、全8巻
  1. 2019年10月10日初版発行（同日発売[40]）、ISBN 978-4-04-108775-6
  2. 2020年4月25日初版発行（同日発売[41]）、ISBN 978-4-04-109446-4
  3. 2020年10月26日初版発行（同日発売[42]）、ISBN 978-4-04-109447-1
  4. 2021年5月26日初版発行（同日発売[43]）、ISBN 978-4-04-111372-1
  5. 2021年12月25日初版発行（同日発売[44]）、ISBN 978-4-04-112028-6
  6. 2022年9月26日初版発行（同日発売[45]）、ISBN 978-4-04-112556-4
  7. 2023年6月26日初版発行（同日発売[46]）、ISBN 978-4-04-113826-7
  8. 2024年2月26日初版発行（同日発売[47]）、ISBN 978-4-04-114674-3

## 朗読
Audibleにてオーディオブック化され、第1巻が2020年10月16日より花守ゆみりの朗読、第2巻以降がひなたたまりの朗読で順次配信しており、2023年2月時点で第8巻まで配信されている。
オーディオブックとは別に書籍のPVとして、YouTubeの公式電撃文庫チャンネルで「電撃文庫朗読してみた」として、2021年8月8日より鬼頭明里による約2分の朗読が配信されている。

## テレビアニメ
2021年12月に開催されたオンラインいイベント「電撃文庫 冬の祭典オンライン2021」にてテレビアニメ化が発表され、2023年7月から10月までTOKYO MXほかにて放送された。

### スタッフ
- 原作 - 宇野朴人[12]
- キャラクター原案 - ミユキルリア[12]
- 監督 - 松根マサト[12]
- シリーズ構成 - ヤスカワショウゴ[12]
- キャラクターデザイン - 諏訪壮大[12]
- プロップデザイン - 谷川亮介[12]
- 美術監督 - 髙野真希[12]
- 色彩設計 - 市原彩香[12]
- 撮影監督 - 酒本悠資[12]
- 編集 - 須藤瞳[12]
- 音響監督 - 岩浪美和[12]
- 音楽 - 夢見クジラ[12]
- 音楽制作 - ランティス
- 音楽プロデューサー - 臼倉竜太郎
- プロデューサー - 田端聡司、小澤文啓、外川明宏、朝重真留古賢三、大和田智之、和田卓治、岡村武真
- プロデュース - 川瀬浩平、松倉友二、黒崎泰隆
- アニメーション制作プロデューサー - 藤代敦士
- アニメーション制作 - J.C.STAFF[12]
- 製作 - 「七つの魔剣が支配する」製作委員会（ワーナー ブラザース ジャパン、KADOKAWA、クロックワークス、J.C.STAFF、ムービック、バンダイナムコミュージックライブ、コナミデジタルエンタテインメント、BS11、TOKYO MX、創通）

### 主題歌
「剣花」
夢見クジラ feat. みみずく&ふくろうによるオープニング主題歌。作詞は唐沢美帆、作曲・編曲は夢見クジラ。
「アイム」
夢見クジラ feat. つむぎしゃち（from キミのね）によるエンディング主題歌。作詞は唐沢美帆。作曲は夢見クジラ、編曲は夢見クジラと大沢圭一。

### 各話リスト
| 話数     | サブタイトル | 脚本             | 絵コンテ            | 演出       | 作画監督                                                                     | 総作画監督                            | 初放送日      |
| -------- | ------------ | ---------------- | ------------------- | ---------- | ---------------------------------------------------------------------------- | ------------------------------------- | ------------- |
| 第一話   | 入学式       | ヤスカワショウゴ | 松根マサト 高田耕一 | 宮崎修治   | 都築裕佳子 小野和美                                                          | 谷川亮介                              | 2023年 7月8日 |
| 第二話   | 魔法剣       | ヤスカワショウゴ | 高田耕一            | 則座誠     | 山中いづみ 彭佩琦 宮口久美 小野和美 香田知樹 TripleA                         | 谷川亮介                              | 7月15日       |
| 第三話   | 死兵         | 大西信介         | 吉川博明            | 粟井重紀   | 劉雲留 馮永旭                                                                | 小野和美                              | 7月22日       |
| 第四話   | 円形闘技場   | 松根マサト       | 松根マサト 福島利規 | 海宝興蔵   | 中山由美 小川浩司 山本雅章 大原大 香田智樹 橋詰力                            | 小野和美                              | 7月29日       |
| 第五話   | 蛇眼         | ヤスカワショウゴ | 黒瀬大輔            | 黒瀬大輔   | 中山由美 山本雅章 大原大 Revival                                             | 小野和美                              | 8月5日        |
| 第六話   | 顕現         | 大西信介         | 増田敏彦            | 海宝興蔵   | 中山由美 小川浩司 山本雅章 TripleA 橋詰力                                    | 谷川亮介                              | 8月12日       |
| 第七話   | 両極往来者   | ヤスカワショウゴ | 高田耕一            | 則座誠     | 江湧 馮永旭 黄佳娴                                                           | 小野和美                              | 8月19日       |
| 第八話   | 挑戦者       | 大西信介         | 福島利規            | 高田恭輔   | 清水博幸 金正男 彭佩琦 香田和樹 中山由美                                     | 谷川亮介                              | 8月26日       |
| 第九話   | 迷宮探索     | 大西信介         | 吉川博明            | 海宝興蔵   | 中山由美 山本雅章 金正男 TripleA Revival                                     | 小野和美                              | 9月2日        |
| 第十話   | 主従         | ヤスカワショウゴ | 藤本ジ郎            | 石山タカ明 | 清水博幸 小川浩司 村上雄 STUDIO MASSKET                                      | 谷川亮介 藤井昌宏                     | 9月9日        |
| 第十一話 | 責務         | ヤスカワショウゴ | 増田敏彦            | 則座誠     | 山本雅章 STUDIO MASSKET Revival TripleA スタジオギガ 橋詰力 村上雄           | 小野和美                              | 9月16日       |
| 第十二話 | 生還率       | 大西信介         | 黒瀬大輔            | 黒瀬大輔   | 山本雅章 村上雄 Revival STUDIO MASSKET                                       | 小野和美 谷川亮介 藤井昌宏 長谷川眞也 | 9月23日       |
| 第十三話 | 賑わいの森   | 松根マサト       | 渡部高志            | 海宝興蔵   | 中山由美 都築裕佳子 STUDIO MASSKET Revival 橋詰力                            | 小野和美 谷川亮介 藤井昌宏 長谷川眞也 | 9月30日       |
| 第十四話 | 淫魔の末裔   | ヤスカワショウゴ | 宮崎修治            | 宮崎修治   | 小川浩司 清水博幸 スタジオギガ TripleA STUDIO MASSKET Revival Rad Plus       | 小野和美 谷川亮介 藤井昌宏 長谷川眞也 | 10月7日       |
| 第十五話 | 聖歌         | ヤスカワショウゴ | 松根マサト 渡部高志 | 黒瀬大輔   | 中山由美 都築裕佳子 前田ゆり子 山本雅章 金正男 村上雄 橋詰力 Revival TripleA | 藤井昌宏 谷川亮介 小野和美            | 10月14日      |

### 放送局
| 放送期間                | 放送時間                     | 放送局   | 対象地域 | 備考                                 |
| ----------------------- | ---------------------------- | -------- | -------- | ------------------------------------ |
| 2023年7月8日 - 10月14日 | 土曜 0:30 - 1:00（金曜深夜） | TOKYO MX | 東京都   | 製作参加                             |
|                         |                              | BS11     | 日本全域 | 製作参加 / BS放送 / 『ANIME+』枠     |
|                         | 土曜 21:00 - 21:30           | AT-X     | 日本全域 | CS放送 / 字幕放送 / リピート放送あり |

| 配信開始日    | 配信時間                     | 配信サイト |
| ------------- | ---------------------------- | --- |
| 2023年7月8日  | 土曜 0:30（金曜深夜） 更新   | dアニメストア |
|               | 土曜 0:30 - 1:00（金曜深夜） | ABEMA |
| 2023年7月11日 | 火曜 12:00 更新              | Amazonプライム・ビデオ Netflix U-NEXT Hulu niconico アニメ放題 FOD DMM TV Lemino Google Play ビデオマーケット music.jp バンダイチャンネル |
| 2023年7月12日 | 水曜 12:00 更新              | J:COMオンデマンド milplus イッツコムオンデマンド TELASA                                                                                   |

### BD
| 巻  | 発売日         | 収録話         | 規格品番  |
| --- | -------------- | -------------- | --------- |
| BOX | 2023年12月20日 | 第1話 - 第15話 | BSZS10230 |

## パチスロ
- スマスロ『L七つの魔剣が支配するPU』（2025年1月20日導入、コナミアミューズメント） 
コナミアミューズメント(製造元はKPE)よりスマスロ(6.5号機)で登場。 サミーより販売されたS鋼鉄城のカバネリのゲーム性(通常・ボーナス・ST)をほぼ踏襲している。
本機の特徴であるST"Seven Spellblades Battle"(セブンスペルブレイズバトル)では７種のバトルが存在し、それぞれ勝利条件とボーナス当選期待度が異なる。(対戦相手はオルブライト・ガルダ・合成獣・ステイシー&フェイ・ロッシ・ミリガン・オフィーリアの７種でオルブライトが最も勝利期待度が低く、オフィーリアが最も勝利期待度が高い。)
[57] バトルに勝利することでG数上乗せ型ボーナス"魔剣ボーナス"(疑似ボーナス)に突入。また爆裂トリガー(ツラヌキ)として七つの支配トリガーを搭載しているのも本機の特徴。 特定条件を満たすことで突入し、１つのみでも強力な出玉力に繋がるが状況によっては２つ以上同時に発動するパターンもある。
[58]遊戯機内の演出部分にはアニメ版の映像をほぼ流用しているが、新規演出やキャラクターボイス等、パチスロ用に書き下ろされた要素も多い。  (オプションメニューから選択できるボイスカスタムではアニメ版に登場するキャラクター16名から選択可能。基本的なナビボイスの他、特殊テンパイボイス(「一確!!」等)も各キャラクター毎に多数収録されている。
[59]

同年5月18日にはメーカーより追加販売分として原作イラストで統一したイノセントパネルを販売。
主な違いは筐体のデザインを白く強調しており、パネルデザインには原作第１巻の表紙デザイン(初期パネルはアニメ版ビジュアルイラスト)を採用し、リールパネルのSeven Spellblades Battleの部分には原作イラストのオフィリアが描かれている。(初期パネルはアニメ版オフィーリアとミリガンとガルダが描かれている。)